# Володарка
Воло́дарка (історична назва — Володарев, пол. Wołodarka) — селище в Україні, у Білоцерківському районі Київської області, адміністративний центр Володарської селищної громади. Розташоване на обох берегах річки Рось (притока Дніпра) за 35 км на південний захід від міста Біла Церква. Через смт проходять автошляхи Р17 та Р18. Населення становить 5 708 осіб (станом на 1 січня 2022 р.).

## Історія
Перша літописна згадка про селище Володарев належить до 1150 року, під час міжусобної боротьби за великокнязівський престол у Києві. У 1150 році галицький князь Володимирко Володарович рушив у похід, щоб допомогти своєму сватові, князю Юрію Довгорукому, оволодіти Київським престолом. У Києві тоді володарював князь Ізяслав Мстиславич. «І прийшла Ізяславові вість, отже Володимирко перейшов Бололове і іде повз Мунарев до Володарева», — говориться у Літописі.
Напевне, ця згадка у давньоруських джерелах взята за основу виникнення селища й, імовірніше за все, пов'язана зі словами «володіти», «володар», «власник», «можновладець», той, хто стоїть на чолі краю. З назвою міста пов'язують і виникнення сьогодні поширеного прізвища Володарських.
В центрі поселення, на лівому березі річки Рось, навпроти гирла річки Торц, знаходяться залишки зруйнованого городища — залишки давньоруського Володарева, згаданого в літопису під 1150 роком.
Від часів Київської Русі на околицях селища збереглися два кургани — Орлиха та Царева Могила.
Боротьба з кочівниками доби раннього Середньовіччя становила одну з основних політичних проблем Київської Русі, яка щойно вийшла переможницею у протистоянні з Хозарським каганатом. Тому будівництво захисних оборонних ліній стало життєвою необхідністю. І князь Володимир побудував на цій території вражаючі земляні вали з укріпленими фортецями. Справу батька продовжив його син — князь Ярослав. Він збудував Пороську оборонну лінію вздовж Росі (по її середній течії). Ця лінія стала продовженням Дністровської і слугувала для захисту від набігів кочівників.
Територія району неодноразово ставала ареною кривавих боїв між жителями Поросся та кочівниками. Аналізуючи Іпатіївський літопис, М. С. Грушевський зазначав що влітку 1150 р. Половці після успішного набігу на Поросся були побиті Ярославом Ізяславовичем і галичанами між Мунаревом і Володаревом; багато кочівників було взято в полон.
Володарка відігравала значну політичну роль в епоху Київської Русі і мала неабияке значення у торговельних операціях українського суспільства, оскільки через Володарев пролягав шлях до Галича, що з'єднував столицю давньоруської держави із заходом.
Зазнав Володарський район і вторгнення на свою територію монголо-татар. Перепочивши рік у степах, татари у 1240 р. переправилися через Дніпро і рушили на захід, змітаючи оборонні лінії Київщини. Першими були знищені Юр'їв (Біла Церква), Тарфиськ (Кагарлик), за ними інші українські городища, у тому числі і Володарев.
У середині XV ст. Володарка належала Київському замку. В ревізії замку за 1471 р. вказано, що в поселенні налічувалося тільки 10 дворів, які щороку сплачували 4 копи грошей з «диму» і ніяких повинностей, крім військової не відбували.
Навесні 1482 року орди татарського хана Менґлі I Ґерая завдали Київщині нищівного удару. І Володарка знову зникла, більш як на 100 років зі сторінок історії.

### Річ Посполита

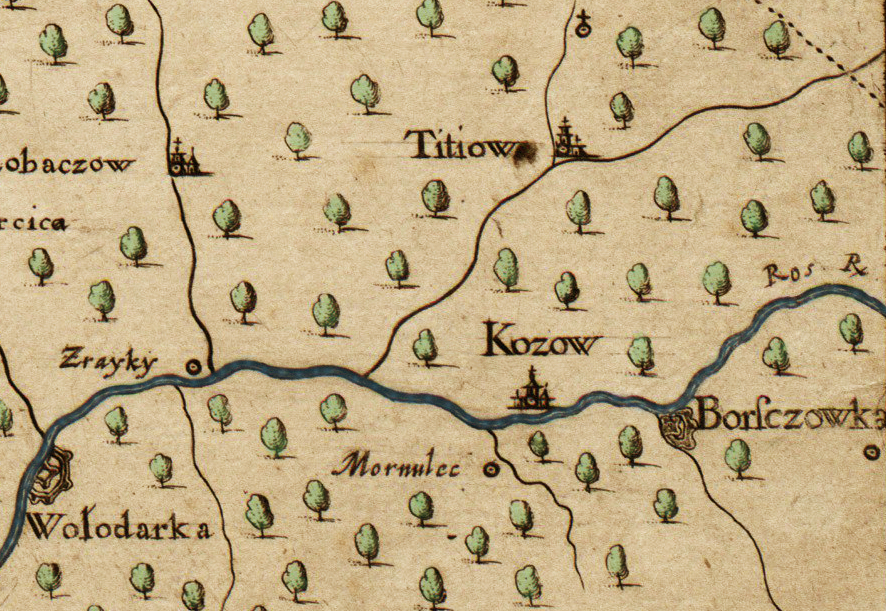
Володарка на мапі Боплана (1650)

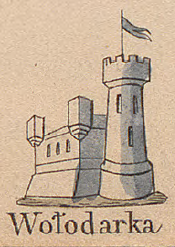
Володарка на мапі Зигмунда Герстмана

Після Люблінської Унії (1569 р.) ці землі все ще залишалися пусткою. Щоб повернути землі до життя, польський король Сигізмунд III з дозволу сейму починає роздавати універсали на право володіння пусткою. Так землі переходять у володіння великих магнатів, шляхти, посилюється вплив католицизму на населення.
З подіями XVI — початку XVII століття пов'язана поява на карті району ряду населених пунктів: Гайворону (1590), Капустинець (1616), Рудого Села (1622), Березни (1616), Зрайок (кінець XVII ст.), Тадіївки (2 пол. XVII ст.), Завадівки (поч. XVIII ст.), Ожегівки (XVIII ст.).
Оскільки в цей час відбувалося своєрідне освоєння земель Володарщини, то сюди переселялась велика кількість простих польських родин, які компактно оселились на проживання.
1594 року через Володарку проїжджав Еріх Лясота посланець німецького імператора Рудольф II до козаків Запорозької Січі. В своєму щоденнику він записав:
В квітні 1594 року:
| Того ж 27-го до Погребища (Pohrzebissczie) [нове і досить велике містечко і замок пана Збарозького, розташоване під горою на річці Рось (Ross)], 5 миль. Дорога рівна, почасти веде лісом, а частково полем, жодного села в цей час. 28-го. Через міст над Россю (Ross), 1 миля. Через міст на Орехатиці (Orechaticza), 1 миля. До нового сільця на Росі, 2,5 милі сніданок. Недалеко звідти через річку, поруч якої млин, аж до моста на Володарці (Woloderka), 1 миля. Розволож (Rozweleze)17) [нове місто і замок Збаразького, на річці Рось, яка недалеко від Черкас (Cirkassi) впадає в Дніпро (Nepr)], 0,5 милі. Тут ми зустріли запорозьких посланців Тихона (Tichon) і Семена Ручку (Siemen Ruczka), виряджених до Хлопицького, які підтвердили звістку, принесену раніше Біновським, про тисячу чоловік, що їх запорожці (Zaporoser) знову послали на сорока човнах (Czolnen) спробувати щастя від імені імператора18). 29-го. Там постій. 30-го. Через річку Березну (Beressna), 0,5 милі. Через річечку Сквирку (Zwira), 0,5. Роставиця (Rastowecz), 1 миля. Сніданок. Білу Церкву (Biala Czirkew), велике нове королівське вільне місто на Росі, у якому старостує князь Ян Острозький, ми залишили в двох милях праворуч і подались до Половецького (Poloweczka) (село), 1 миля. Ротулка (Rotulko) (село), 2 милі. Там через Кам'янку (Kamenicza) до Хвастова (Hwastow)19) чи Нового Верещина (Weressin), нового міста на р.Унаві (Unawa). |
В липні 1594 року:
| 14-го. Коло Білої Церкви (Bialyczirkew) (королівське місто, замок і староство, розташоване на р.Рось), яку ми залишили зліва за дві межі, 2 милі. До якоїсь корчми (Kretsch) на річці Кам'янці (Kamienicza), 1 миля. Там погодували коней. Пополудні через Кам'янку аж до Ростовного (Rostowan) (село), 1 миля. Звідти через річку Роставицю (Rastowecz) аж до ріки Сквирки (Zezwira), яка тоді була дуже велика, а ми мусили через неї перебрести і перенести всі свої речі, 1 миля. Через річечку Березну (Bereszna), 1,5 милі аж до Розволож (Rozweloze) [місто з замком, яке також називається Володаркою (Woloderka), розташоване на р.Рось)], 0,5 милі. 15-го липня. Тут постій. 16-го. Через річку Володарку, 0,5 милі, аж до струмочка, біля нього млин, 1 миля. До мосту на другій річці 1,5 милі. Потім через Горіховатицю (Orechoticza), яка тоді дуже прибула, а ми мусили перейти її вбрід і всі речі розвантажити та перенести на другий бік, 1 миля. Поблизу в полі ми переночували. 17-го. Через Рось, 1 миля. Погребище (місто і замок на Росі), 1 миля. Сніданок. Після обіду через якийсь веселий ліс до доброї криниці, 2 милі. За нею ми переночували в полі, 2,5 милі. |
Жителі Володарщини не були осторонь і в національно-визвольній боротьбі. Вони брали участь у повстанні Криштофа Косинського (1591), повстанні Северина Наливайка (1594—1596), у визвольній війні 1648—1657 рр., підтримуючи Б. Хмельницького та братів-козаків.
Як зазначає історик Іван Крип'якевич, Володарщина була одним із центрів організації повстань на Київщині. Польські шляхтичі в XVII ст. називали місцеве населення «гніздом характерників».[джерело?]
У 70-80 роки XVII ст. Володарщина знову знелюдніла, перетворившись на пустку, чому сприяв «Вічний мир» (1686 р.) між Річчю Посполитою і Московією. Тоді Володарщина стала нейтрально незалежною зоною між двома державами. І тільки під кінець XVIII ст. Володарщина стає центром ключа, що склався з Володарки, Завадівки, Петрашівки, Гайворона, Казимирівки (Надросівки), Березни, Антонова (Сквирський р-н.).
Уродженець Володарки гайдамацький ватажок Мартин Тесля 1750 року організував загін проти польської шляхти і захопив Володарку та Білу Церкву, яка на той час була найсильнішою польською фортецею. При підступі загону до Білої Церкви її залога утекла разом з комендантом та губернатором. В районі Володарки діяв ще один отаман — Павло Таран.

### Російська імперія
На початку XIX ст. Володарка перетворюється у великий населений пункт, якому у 1812 році надається статус містечка зі своїм самоуправлінням.
За свідченнями Л. Похилевича, тут проживало 3243 жителів, котрі займалися ремеслом і торгівлею. Ремісники мали майстерні з виробництва капелюхів, гончарних та кравецьких виробів. Раз на 2 тижні у Володарці відбувалися ярмарки, щорічні обороти яких досягали 5200 крб. Тут продавали хліб, худобу, свиней, ткацьку сировину, сукно, шкіри, дерев'яні вироби та ін.
До середини XIX ст. у Володарці вже функціонували вальцьовий млин, суконна фабрика, винокурня, пивоварний завод. Зокрема, на суконній фабриці в 1840 р. було вироблено 4 тис. аршин сукна та фланелі. На базі винокурні було збудовано Городище-Пустоварівський цукровий завод і в перший рік існування (1884 р.) вироблено 2 тис. пудів цукру. В багатьох селах району з'явилися перші молотильні машини, вітряки, крупорушки.
Станом на 1885 рік у колишньому власницькому містечку, центрі Володарської волості Сквирського повіту Київської губернії, мешкало 1269 осіб, налічувалось 170 дворових господарств, існували православна церква, костел, католицька каплиця, 2 єврейських молитовних будинки, школа, аптека, 8 постоялих дворів, 6 постоялих будинків, 16 лавок, 2 водяних млини, пивоварний завод, сукновальна фабрика, відбувались ярмарки через 2 тижні.
Перша половина XIX ст. в районі була пов'язана з посиленням експлуатації селян, які внаслідок надмірної панщини й поборів терпіли великі злидні.
Одним з найгостріших проявів протистояння між селянами і поміщиками перед реформою 1861 року став антикріпацький рух, відомий під назвою Київської козаччини (1855). Центром Київської козаччини на Володарщині вважається село Березна. Там виникло повстання. Проте невдоволених було утихомирено солдатами Сквирської саперної роти.
На початку XX ст. на Володарщині знову загострилися класові суперечки. В травні 1905 р. страйкували робітники поміщицької економії у Володарці та робітники у Пархомівці, які працювали над зведенням Покровської церкви. Вимоги страйкуючих мали економічний характер.

Історичні мапи
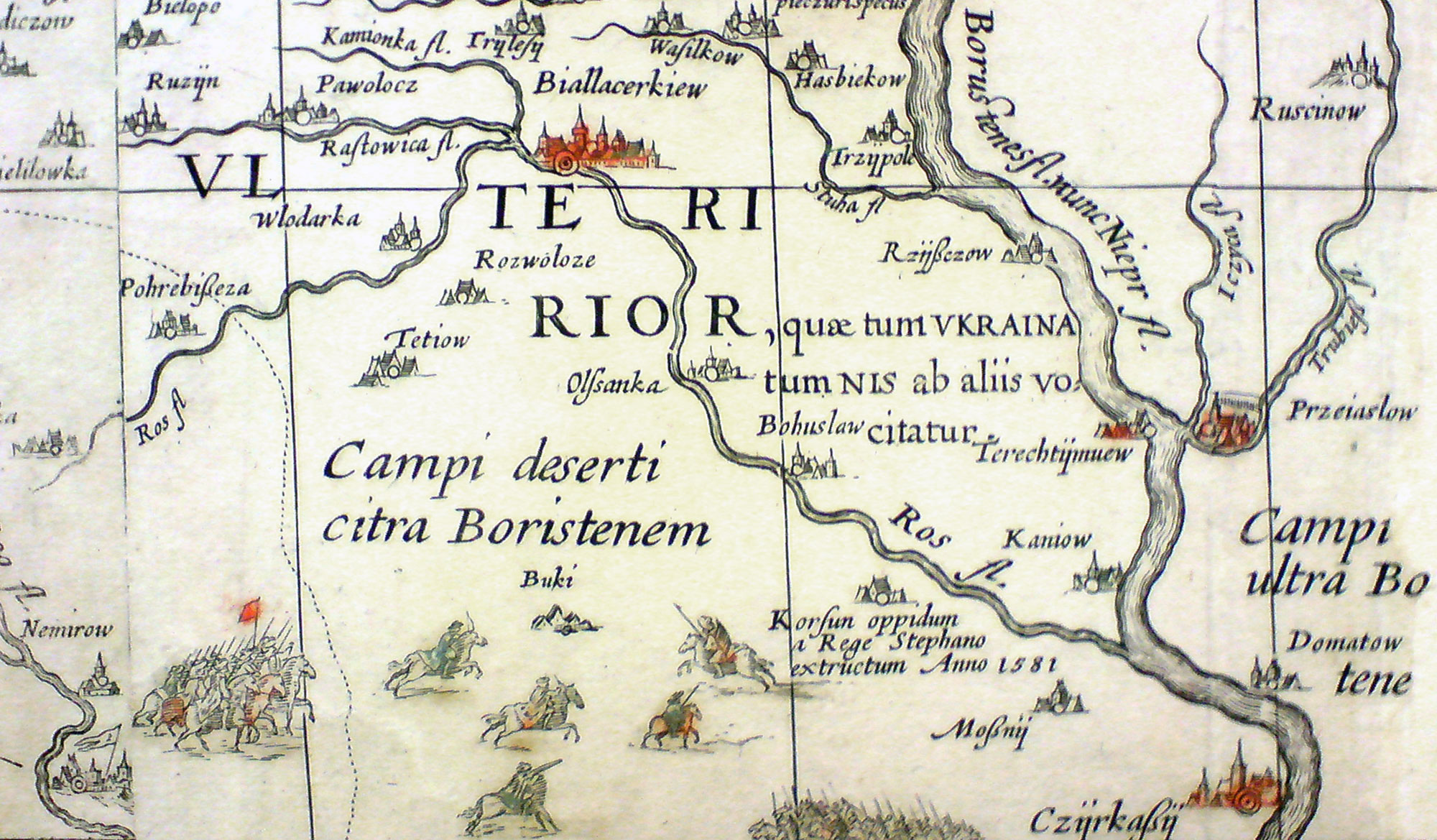
Володарка на мапі 1650 року
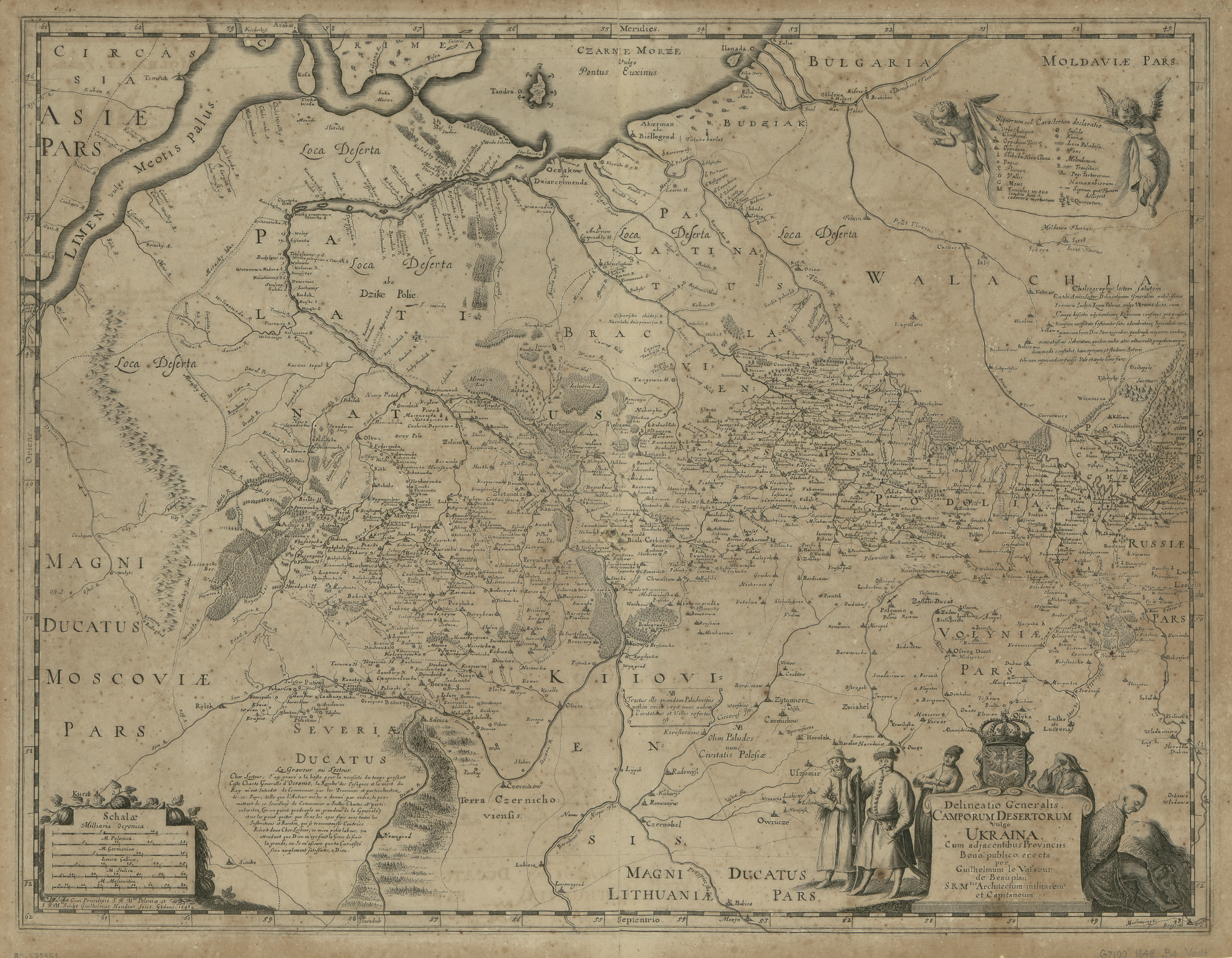
Генеральна карта Боплана 1648 року
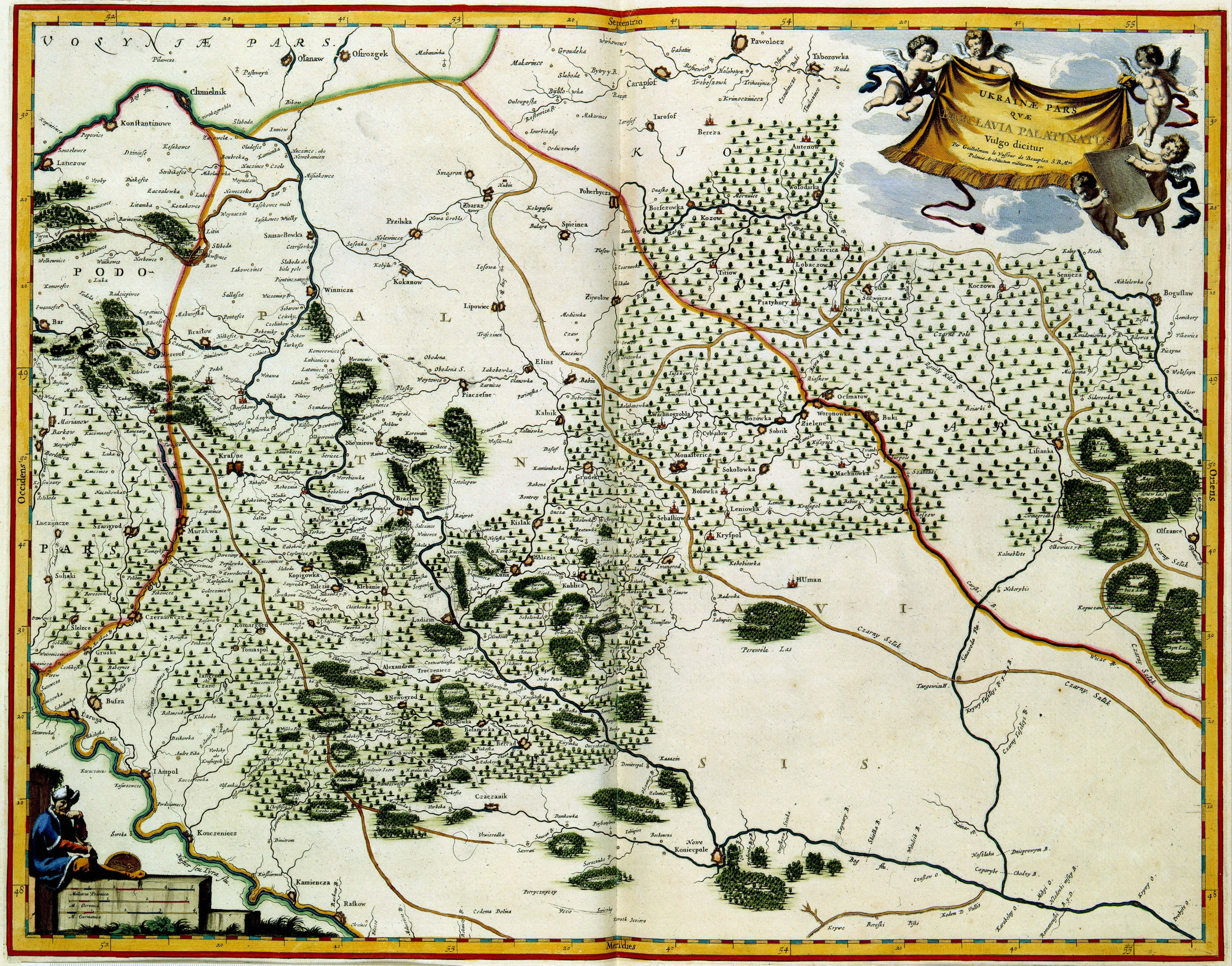
Карта Боплана 1648 (1639)
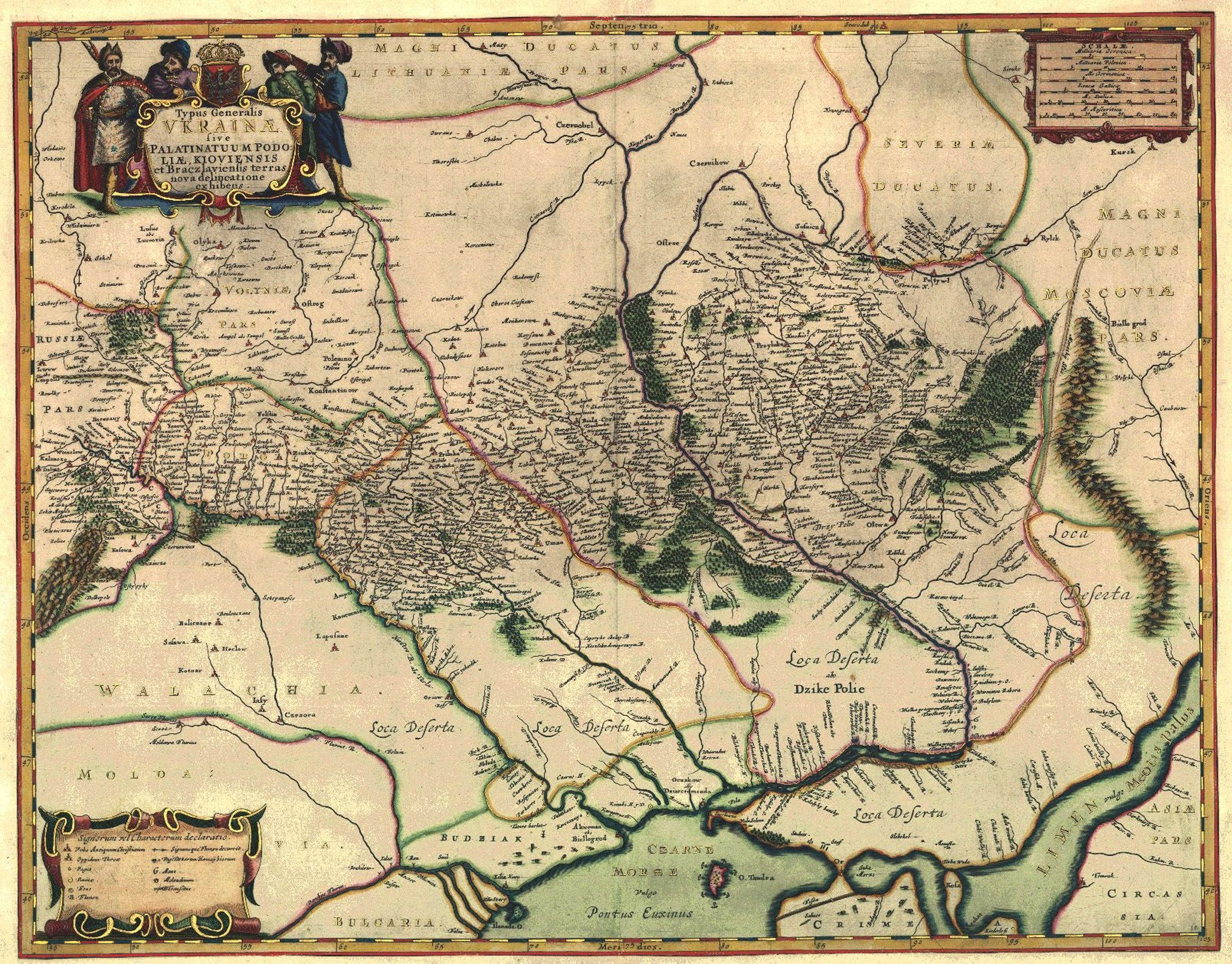
Йоганн Янсоніус, 1649 рік
Covens & Mortier, XVII століття
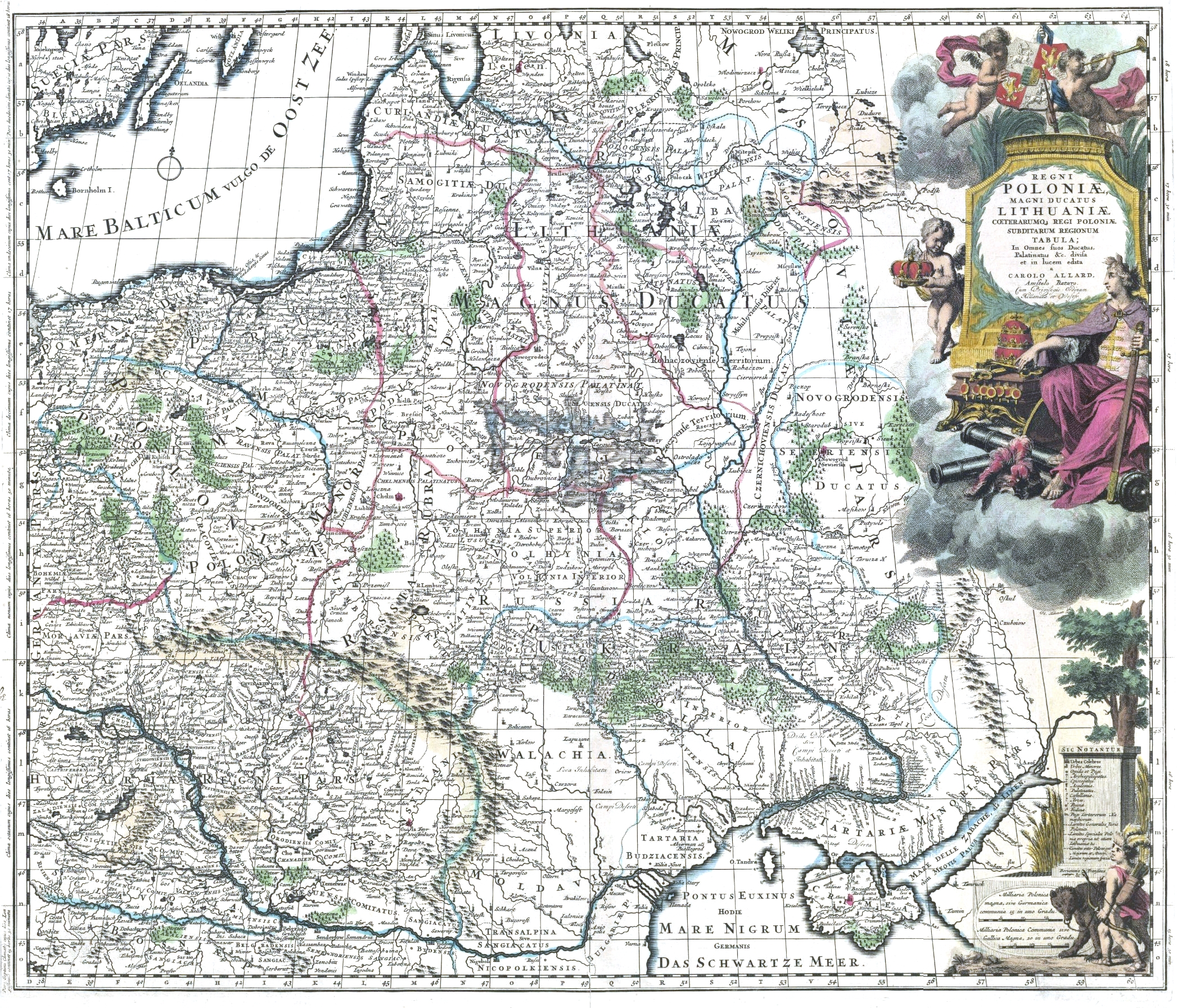
Карло Алард, 1670 рік
Ґійом Сансон, 1674 рік
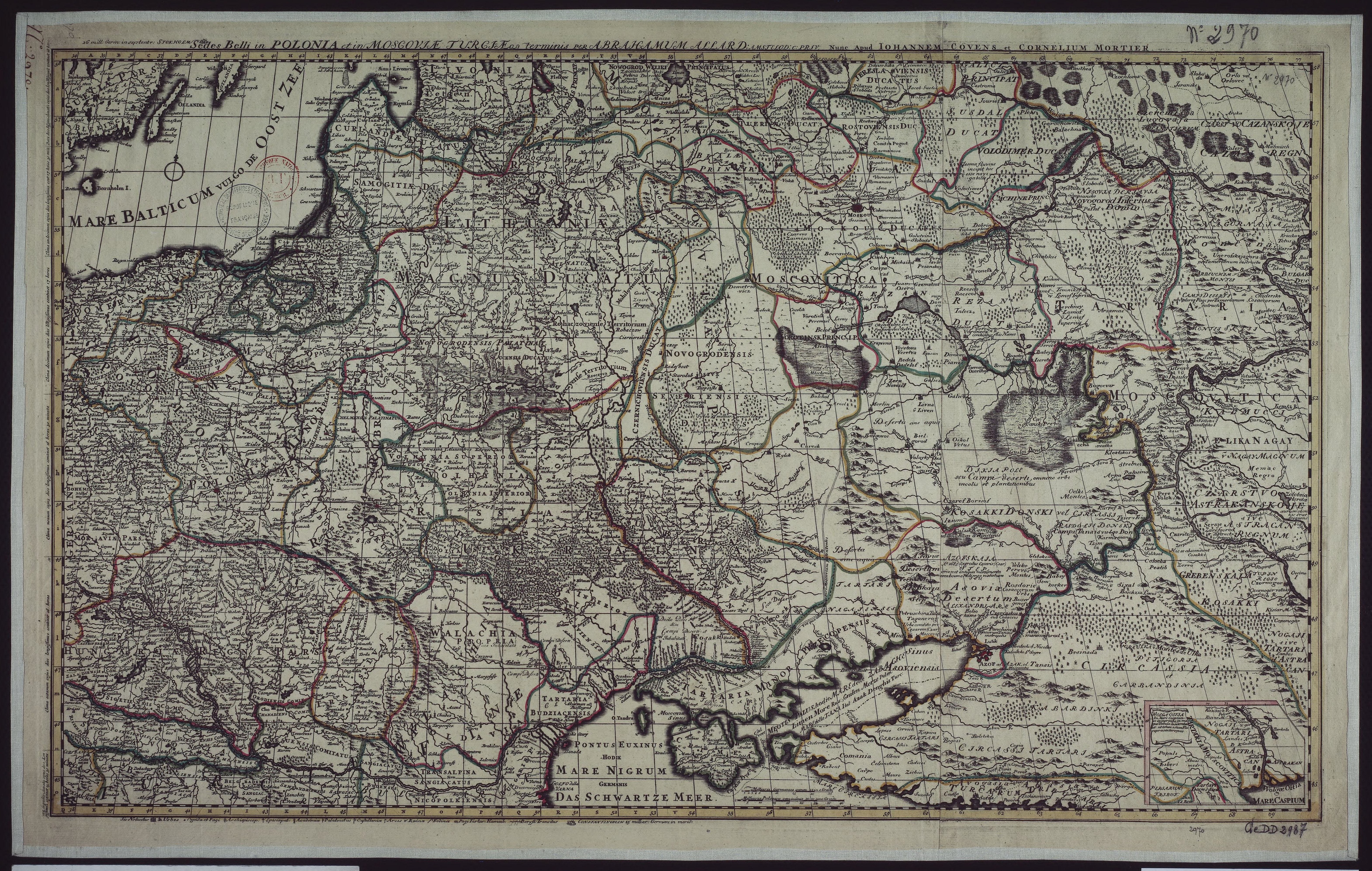
Абрахам Аллард, 1710 рік
Гілерме, 1711 рік
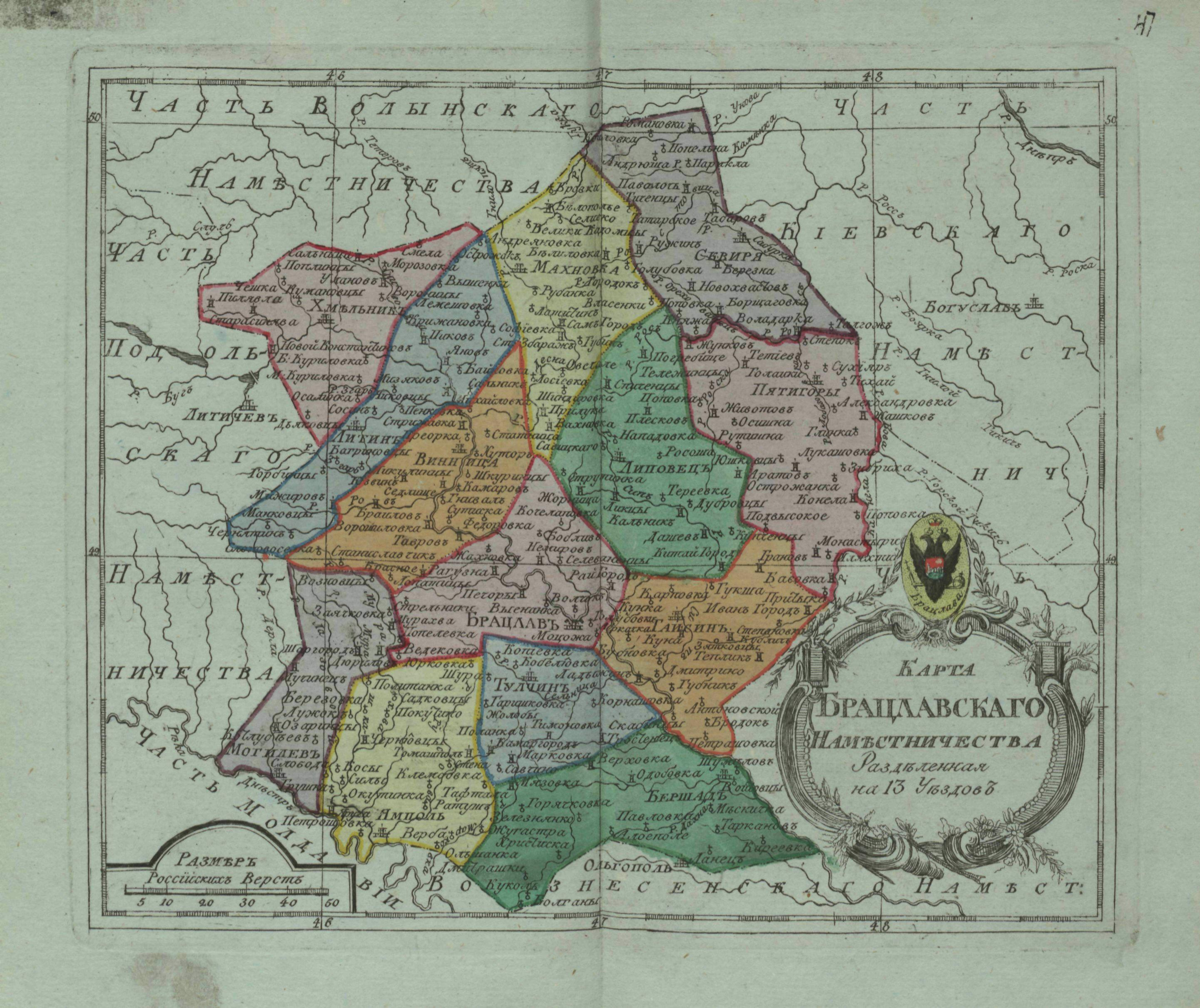
Брацлавське намісництво 1796 рік
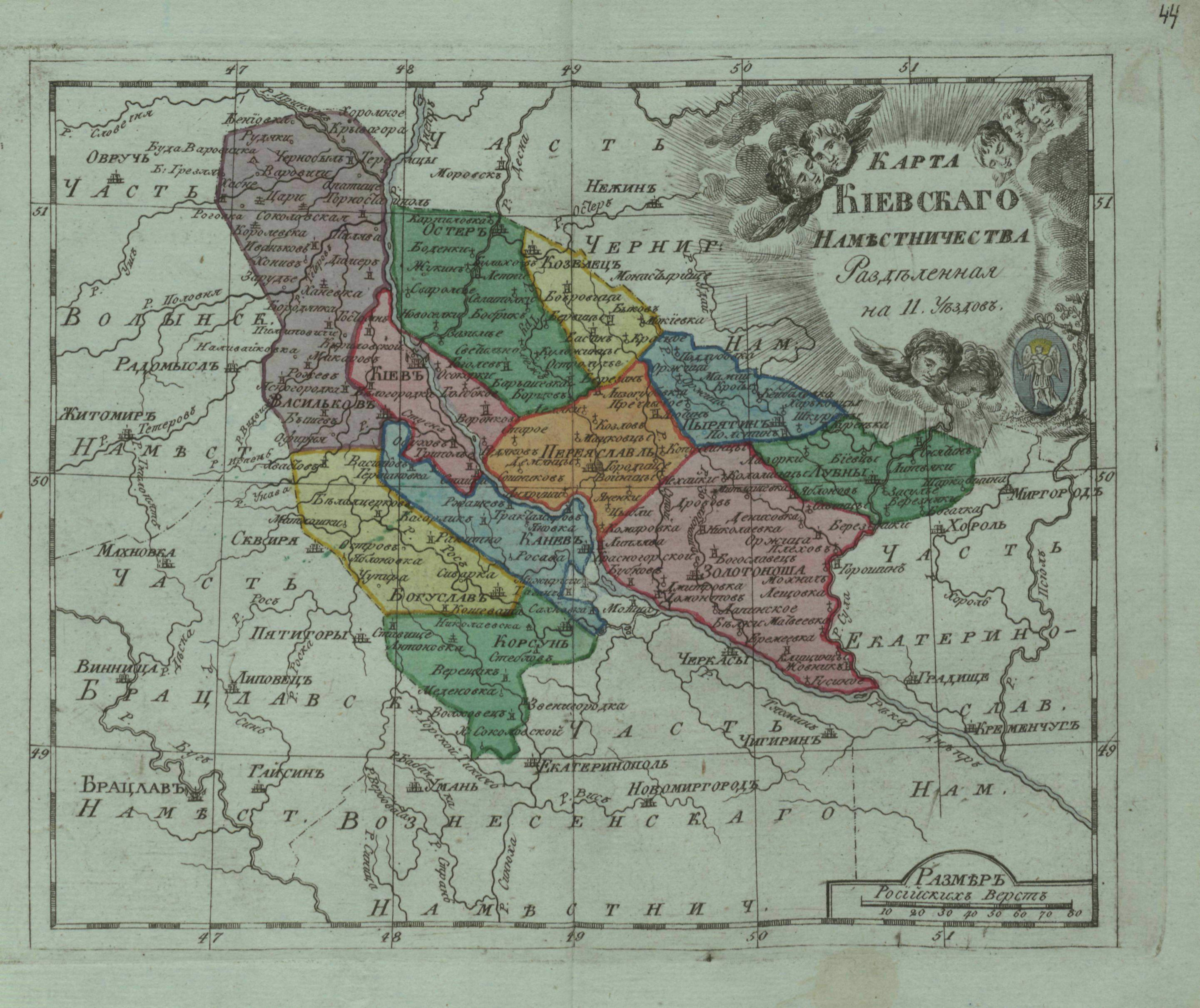
Київське намісництво 1796 рік
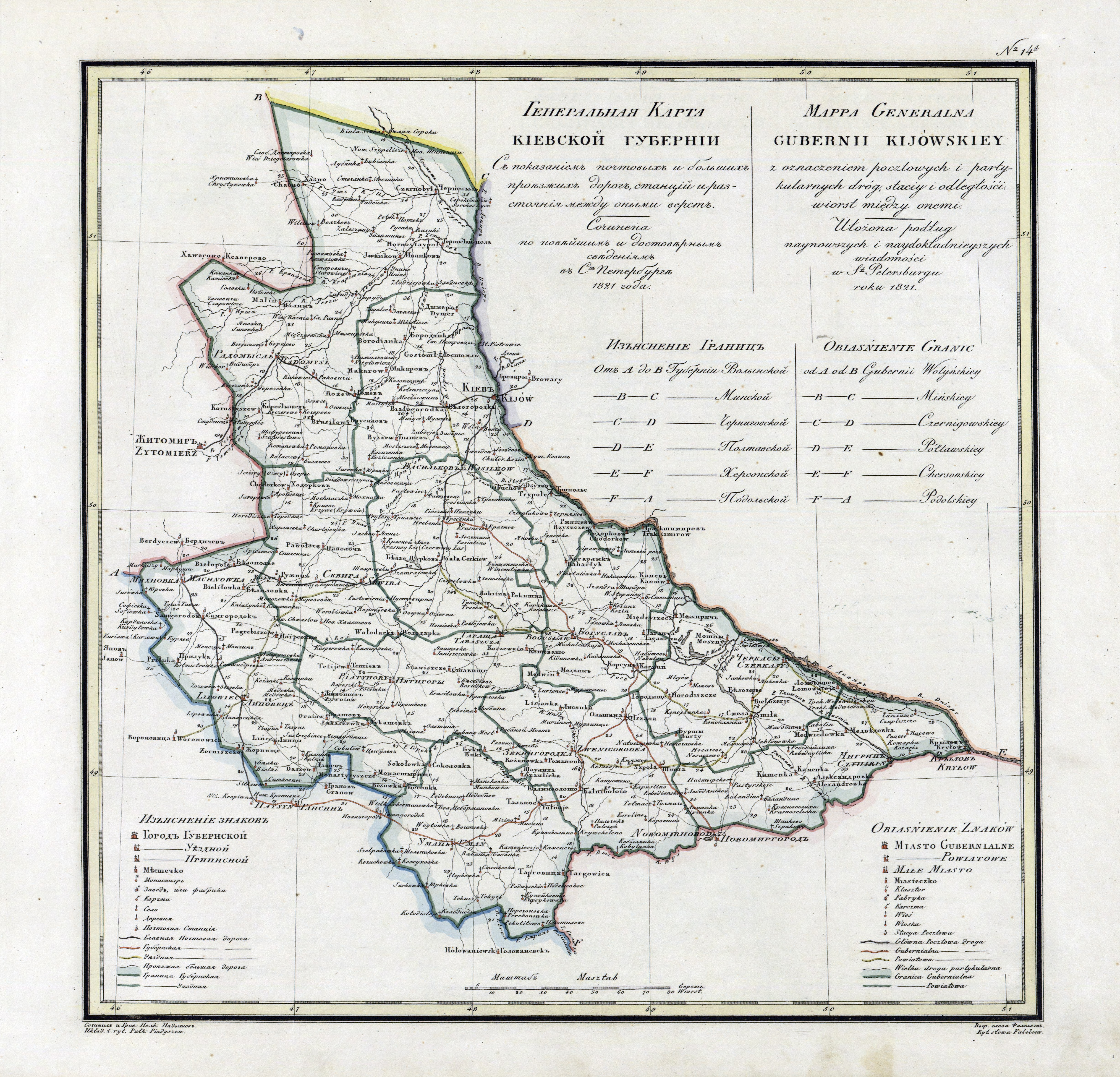
Київська губернія 1821 рік
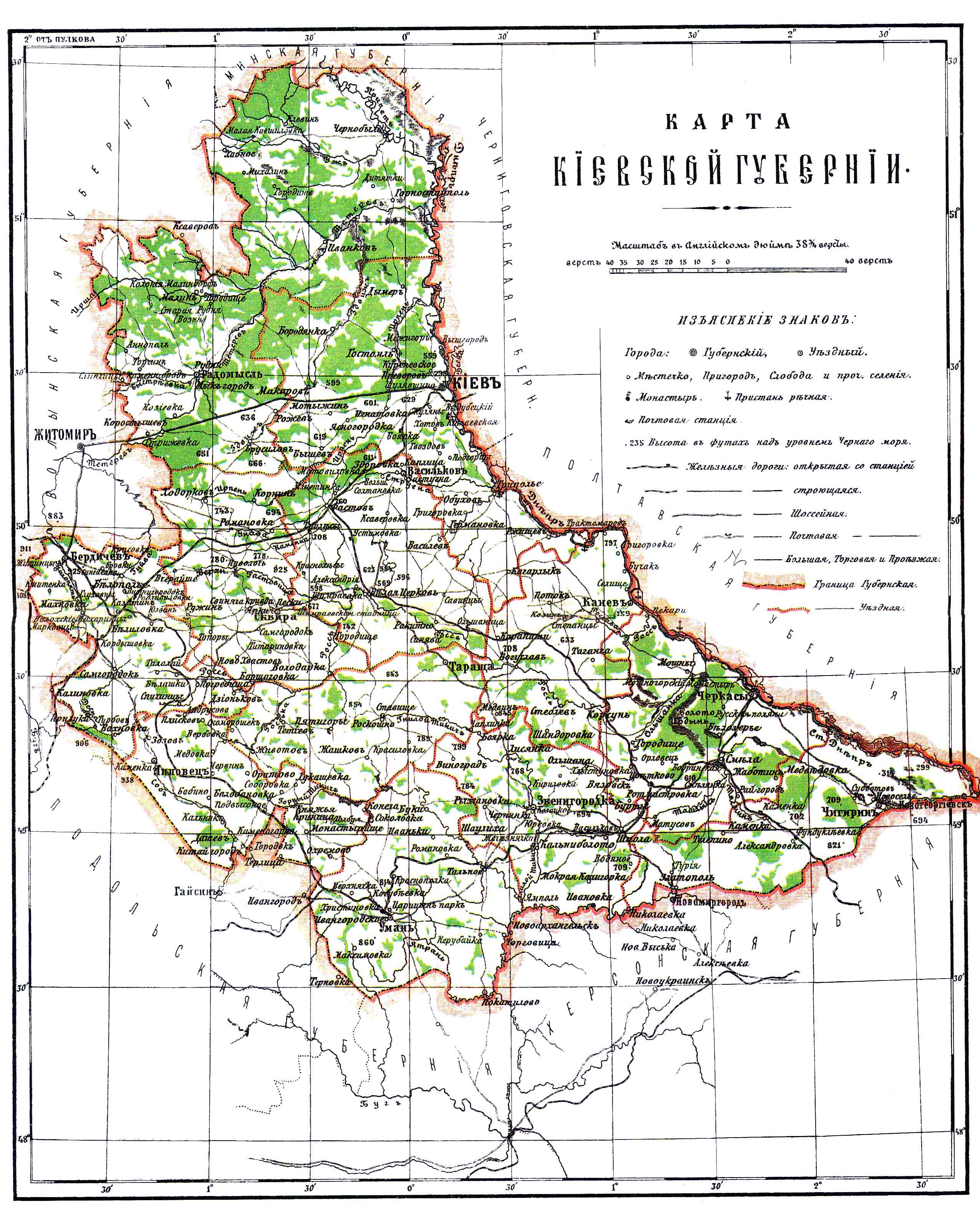
Київська губернія 1900 рік

### Визвольні змагання
Після лютневої революції 1917 р. селяни Володарщини намагалися самостійно вирішити питання про землю. Однак їхні спроби припинилися козаками Центральної Ради, які прибули зі Сквирської повітової управи. Майно більшості поміщиків було пограбоване, а самі господарі повтікали.
У лютому 1918 р. Володарщина була звільнена німцями від російських окупантів. Непродумана земельна політика уряду гетьмана П. Скоропадського незабаром призвели до повстання в Україні.
Жителі Володарщини брали участь і в антигетьманському заколоті. Вони роззброїли міліцію Володарської канцелярії, а згодом декілька загонів подалися до Таращанського повіту, який став центром повстання. Одним з організаторів руху проти гетьманської влади став житель с. Березна М. Т. Загородній.
У серпні 1918 р. червоні повстанці захопили Володарку, однак під наступом переважаючих сил гетьманської варти змушені були відступити.
30 липня 1918 року повстанські сили загонами О. Лещенка і С. Піскуна під керівництвом Федора Гребенка, лідера Таращанського повстання, розбили німецький гарнізон, після чого залишилися в містечку на відпочинок до ранку наступного дня.
Наприкінці 1918 року — на початку 1919 року Володарщина стає ареною протистояння між більшовицькими військами Щорса М., Боженка В. і військами Директорії УНР. У Володарці створюється волосний ревком, який починає впроваджувати Декрет про землю. Про серйозність класового протистояння свідчить запеклий бій між загоном більшовиків М.Загороднього та військовим підрозділом армії УНР на чолі з отаманами Соколом, Залізняком. Більшовиків було вигнано з Володарки, однак незабаром самі загони повстанців було розбито в районі сіл Петрашівки, Городища-Пустоварівського.

Схема наступу українських військ на Київ, 1919 рік: 1-й Галицький корпус, 2-й Галицький корпус, 3-й Галицький корпус.

Влітку 1919 року армія Директорії УНР об'єднана з УГА проводить контрнаступ на Київ і займає Володарку.
Восени 1919 року Володарка опиняється на нейтральній смузі воюючих армій. Тоді, восени 1919 року, сотник Станімір, призначений тимчасовим виконувачем обов'язків командира 8-ї Самбірської бригади Галицької армії, 10 вересня дістав наказ від генерала Кравса, зміст якого повністю спростовує твердження, що група Якіра могла вдарити по тилах українських частин: «XIV совєтська армія пробивається з-під Одеси на північ, i її частини знаходяться вже між нашим та денікінським фронтом, та під Володаркою переправляються на другий берег річки Рось. 8-у бригаду негайно відмаршувати до села Топори, там нав'язати зв'язок з от. Соколом і разом з його повстанцями вдарити на большевиків». Проте зупинити частини групи Якіра й відкинути їх у бік Добровольчої армії 8-а Самбірська бригада й повстанці отамана Сокола не змогли, оскільки група Якіра, форсувавши річку Рось, 14 вересня 1919 року пройшла містом Сквирою, перетнула залізницю Попельня — Фастів і вийшла до Житомира.
1919 року на Київщині 6 разів змінювалася влада, а тому на території Володарщини селяни, знемагаючи від грабежів, організовували загони самооборони. Втомлені війною і нездійсненими обіцянками різних властей, вони були згідними підтримати будь-який порядок, забезпечити бодай якусь стабільність.
Навесні 1920 р. Володарщину, відповідно до Варшавської угоди., було зайнято союзницькими військами Польщі та УНР. В травні відбувається Битва під Володаркою. В червні 1920 року край окуповано більшовицькими бандами — «Першою Кінною армією». На довгі роки встановлюється російський окупаційний режим.

### Радянський Союз
За роки визвольних змагань Володарський край був зруйнований, знекровлений. В районі панували економічна і політична кризи. І лише тимчасовий відступ більшовиків від соціалістичних методів будівництва, запровадження нової економічної політики повернув справи на краще. Елементи приватного підприємництва, які було впроваджено, сприяли поступовому відродженню промисловості, пожвавленню торгівлі.
Як територіально-адміністративна одиниця Володарський район розпочинає своє існування з 1923 року у складі Білоцерківського округу. Першим головою райвиконкому призначається Бойко Хома Семенович.

Історія адміністративних змін

У 30-ті роки у Володарці створено МТС, а у 1933 — МТС у Рудому Селі. На той час в районі налічувалося 37 колісних тракторів потужністю 475 кінських сил та 8 автомобілів вантажністю 17 тонн. Всього напередодні Німецько-радянської війни в районі було 43 колгоспи.
Проте форсована колективізація та антиукраїнська політика Сталіна призвели до страшного голодомору 1932—1933 років. Навіть неповні дані, зібрані краєзнавцями по району свідчать про майже 8000 жертв (за неофіційними джерелами 9 тис. жертв). Всього на цей час встановлено поіменно в районі 2106 особи померлих та зібрано матеріали по особах, які народилися до 1933 року у кількості 2017 чоловік. Відкрито 13 пам'яток голодомору, встановлено 22 місця масових поховань жертв цієї страшної трагедії.
З початком радянсько-німецької війни 1941—1945 р. Володарщина стає об'єктом агресій як складова частина української землі.
14 липня 1941 р. район було окуповано. Гітлерівці встановили жорсткий окупаційний режим. На насильницькі роботи до Німеччини було вивезено 1602 жителя району. Найбільше молоді вивезено з с. Березни (249 осіб), Володарки (180), Завадівки (128). Загальні збитки по району становили 57 млн. 673 тис. радянських карбованців.
У роки війни на території Володарського району діяли підпільні та партизанські групи різного політичного спрямування. Такі групи були у с. Тарасівка (керівник С. П. Фролов), у с. Городище-Пустоварівське (керівник Франчук І. З., підпільна група «Дуб»). У Володарці діяла підпільна група, очолювана П. І. Гамановичем.
У районі Лобачівського та Черепинського лісів діяла партизанська група В. Дубровського, після загибелі якого командиром став Барашков М. І., а також діяла група ОУН, яку очолював Ковтанюк (с. Рачки).
У 1900 році у Володарці проживало 2079 євреїв. Майже всі євреї міста були вбиті під час Голокосту, в тому числі під час масового вбивства в міському парку Володарка, де вони були змушені копати власні могили перед розстрілом і похованням там у липні 1941 року.
Гітлерівські окупанти вдавались до репресій на території району. Факти знищення жителів зафіксовано у с. Рубченки, Володимирівка, Мармуліївка, селищі Володарка. Так, у селі Тельман (нині с. Нове Життя) 23 грудня 1943 року гітлерівці розстріляли 156 жителів і спалили село. Всього за час окупації знищено по Володарському району 241 житель. У ніч з 31 грудня 1943 року на 1 січня 1944 року територію Володарського району відвойовано радянськими військовими підрозділами 240 стрілецької дивізії полковника Уманського Т. Х., 155 стрілецької дивізії полковника Івана Іванчука. На час відновлення комуністичного режиму у районі проживало 21 тис. осіб.
За роки війни загинуло понад 3600 солдатів та офіцерів, уродженців Володарщини. Майже 1500 жителів району було нагороджено орденами і медалями.
Долаючи значні труднощі, трудівники Володарщини поступово відновили роботу колгоспів, МТС, маслозаводу, цукрозаводу. В 50-ті роки минулого століття почали працювати міжобласні авторемонтні майстерні з ремонту автомобільних двигунів, завершено будівництво шосейної дороги Володарка-Біла Церква; в 1955 — налагоджено автобусне сполучення з Києвом, створено «Міжколгоспбуд». У 1958 році побудовано електростанцію у с. Логвин та електрифіковані всі села району, намічено нові рубежі розбудови економіки та соціальної сфери.

### Україна
Зміни, що сталися у 90-ті роки в країнах колишнього Радянського Союзу, позитивно вплинули на соціально-економічний розвиток села. Поступово стала зростати роль малого підприємництва, який перетворився на самостійний сектор сільської економіки. Вже в 2005—2008 рр. в районі налічувалося понад 40 малих підприємств, на яких працювало більше 500 чоловік, що становило 4,5 % від кількості населення району у працездатному віці. Поступово стала набирати обертів і зовнішньоекономічна діяльність.
Сьогодні в районі зареєстровані і працюють такі підприємства з іноземними інвестиціями, як україно-сирійське СП ТОВ «Сіко», україно-сирійське СП ТОВ «Делє-2»., україно-сирійське СП ТОВ «Наджуд», україно-сирійське ТОВ «Дорф», україно-американське СП ТОВ «Агро Володарка». Головними зовнішньоторговельними партнерами району стали Швейцарія, Сирія, Угорщина та інші країни.
В районі розроблено Програму соціально-економічного і культурного розвитку села, визначено цілі та пріоритети у роботі на перспективу, розроблено конкретні заходи щодо реалізації державної політики, спрямованої на підвищення якості життя та добробуту громадян.
В районі розроблено і виконуються такі цільові програми, як «Турбота», «Вчитель», «Зайнятості населення», «Розвитку сімейної медицини», «Розвитку та підтримки місцевого самоврядування», «Поліпшення стану безпеки, гігієни праці та виробничого середовища», «Підтримки засобів масової інформації», «Підтримки районної кіномережі», «Соціального захисту ветеранів та воїнів-афганців», «Програма територіальних громад по відзначенню ювілейних і пам'ятних дат», «Програма розвитку освіти», «Програма розвитку туризму» та інші.
У перспективі плануються серйозні зрушення в організації промислового виробництва в районі, розвитку малого і середнього бізнесу. У стадії впровадження знаходиться 8 інвестиційних проектів на 2,3 млн грн. Ще 2 проекти на 2,5 млн грн. знаходяться на стадії переговорів.

## Галерея

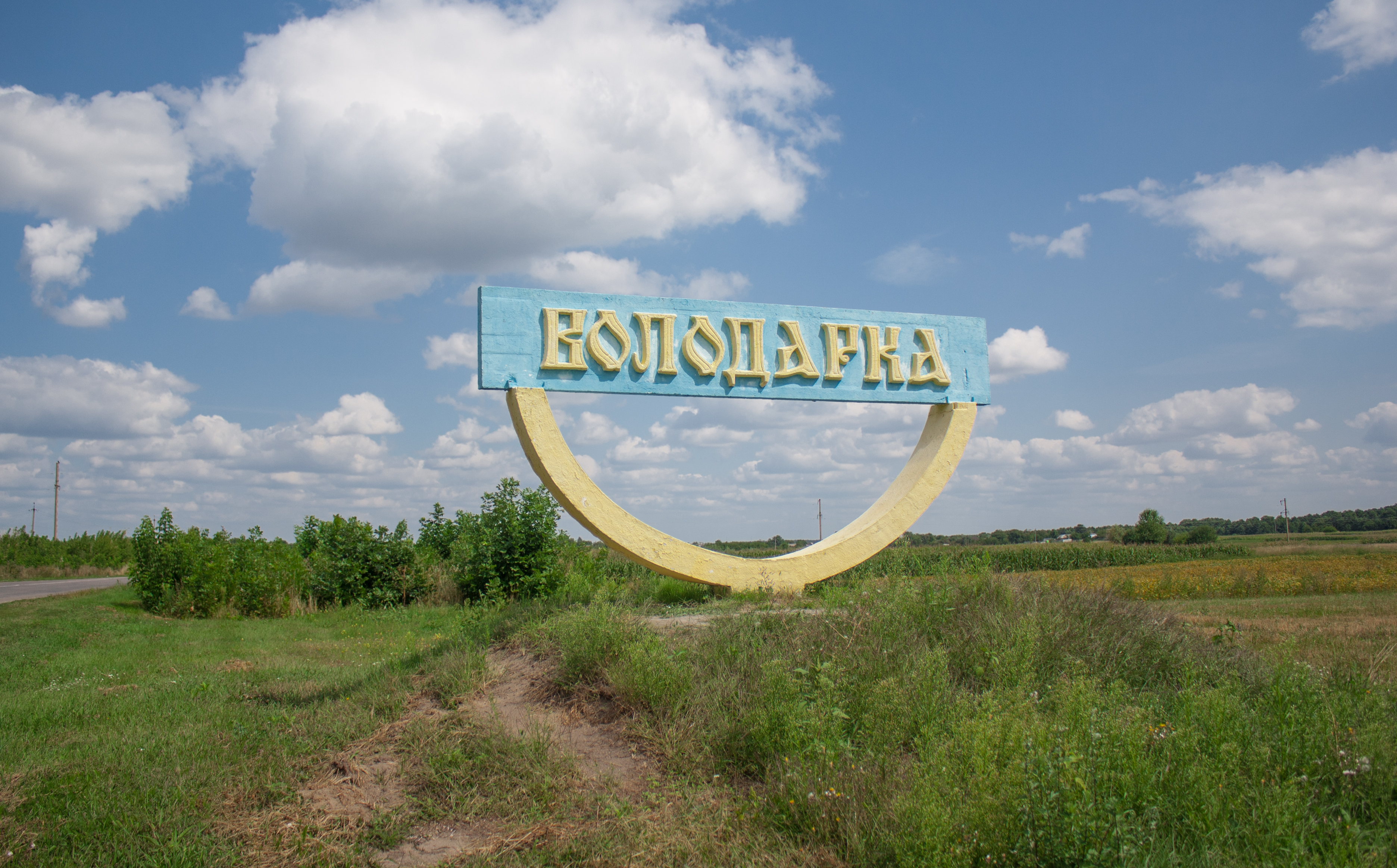
Знак при в'їзді
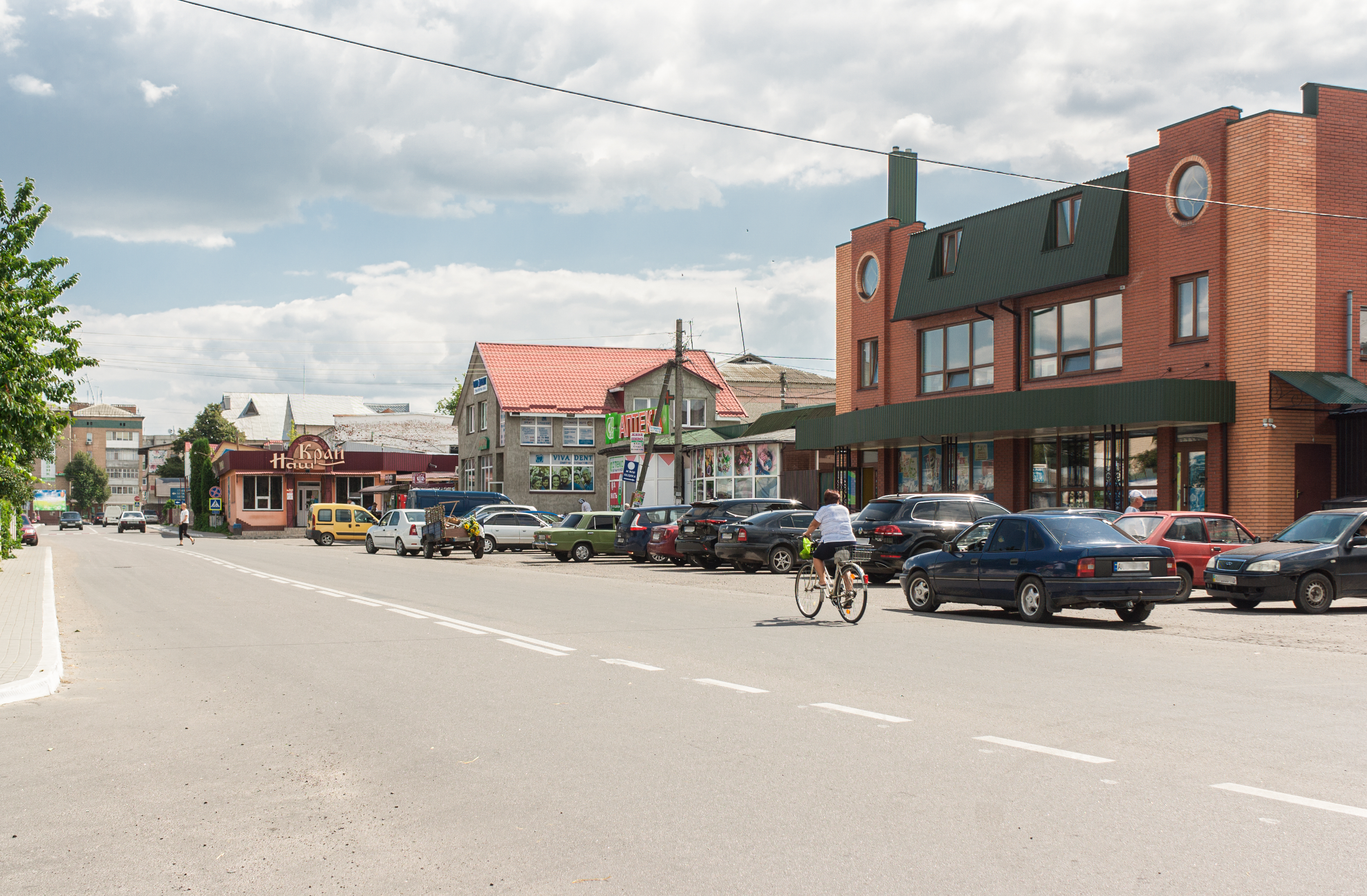
Вулиця Армійська
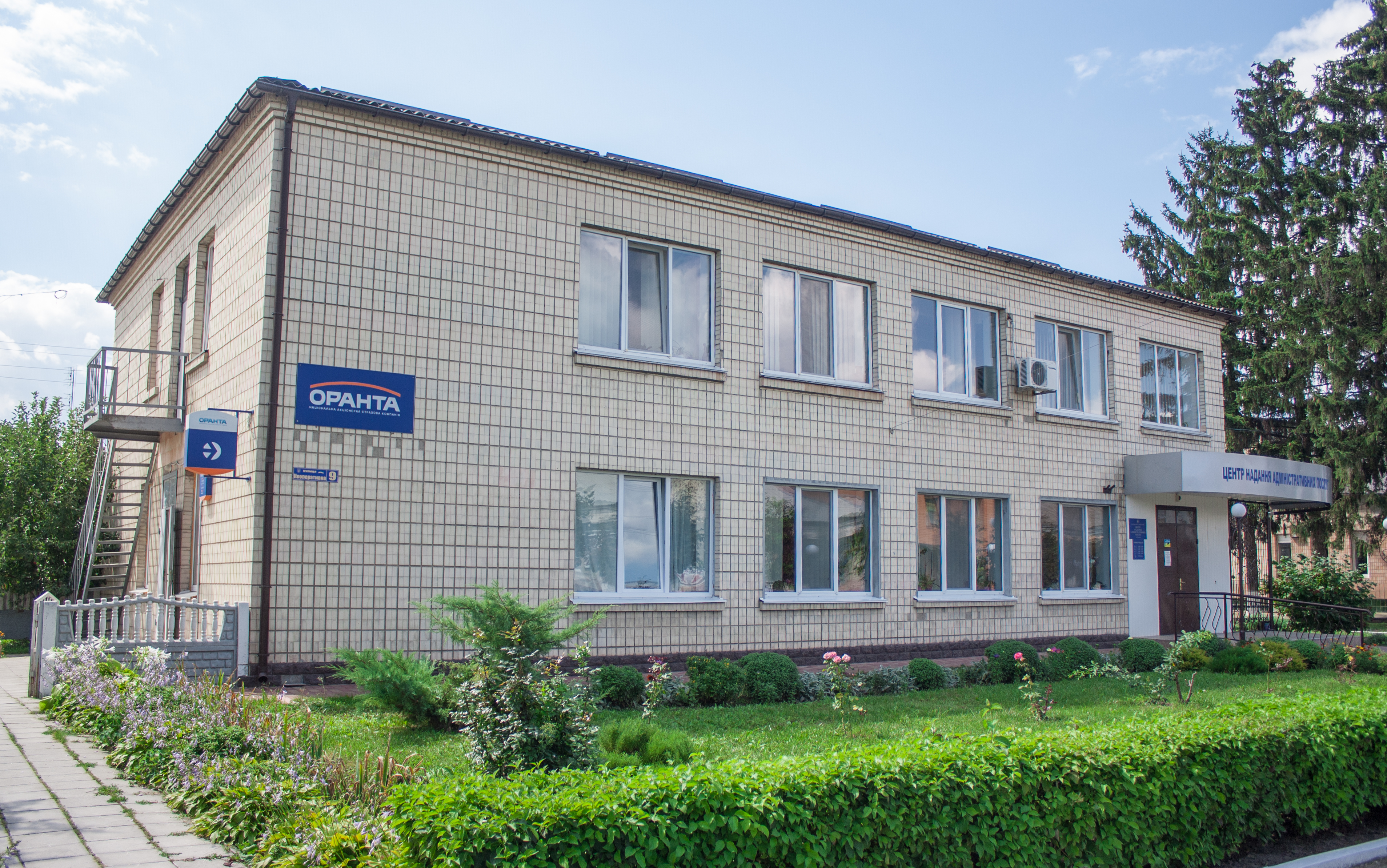
Селищна рада
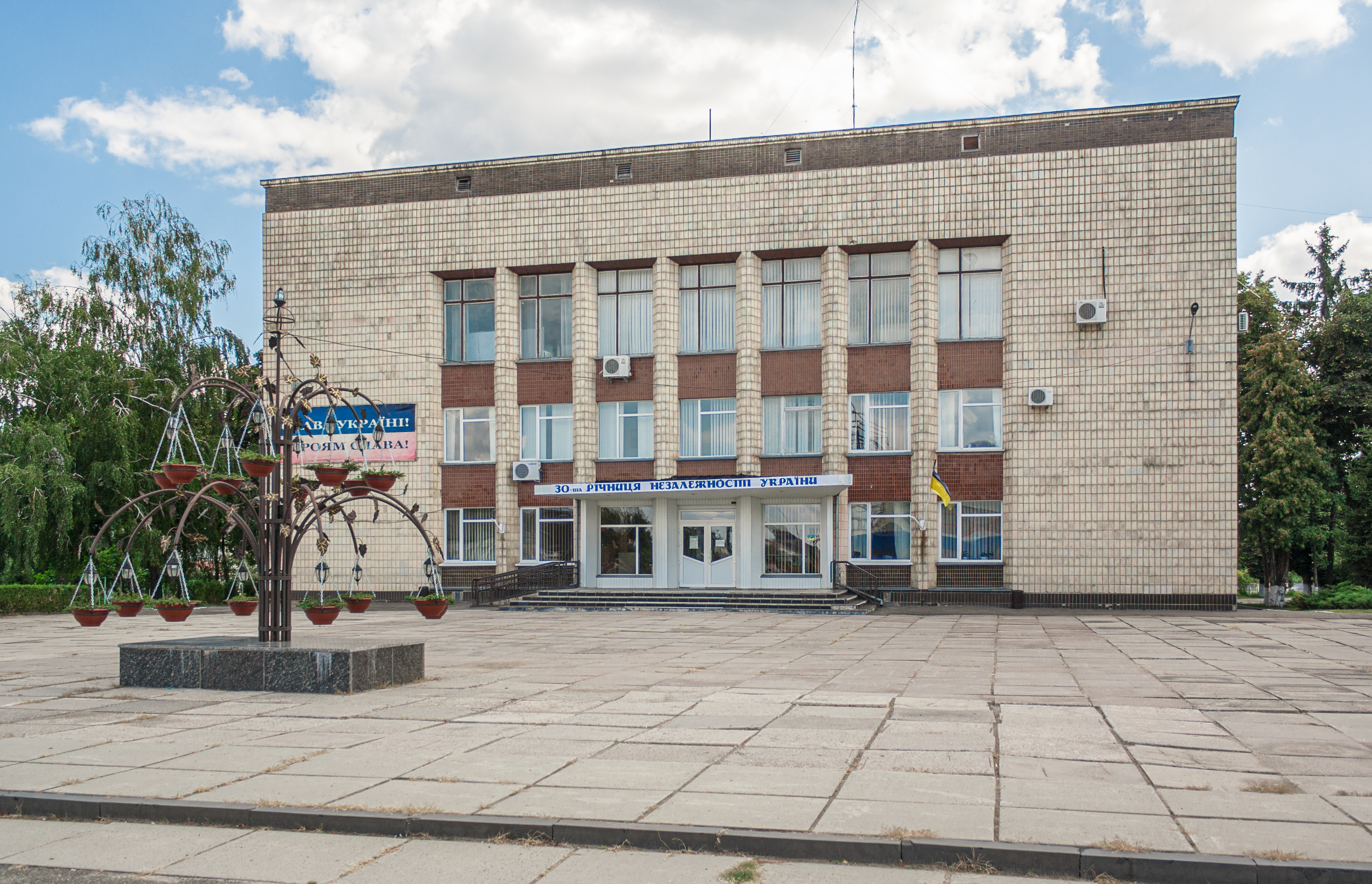
Адмінбудівля
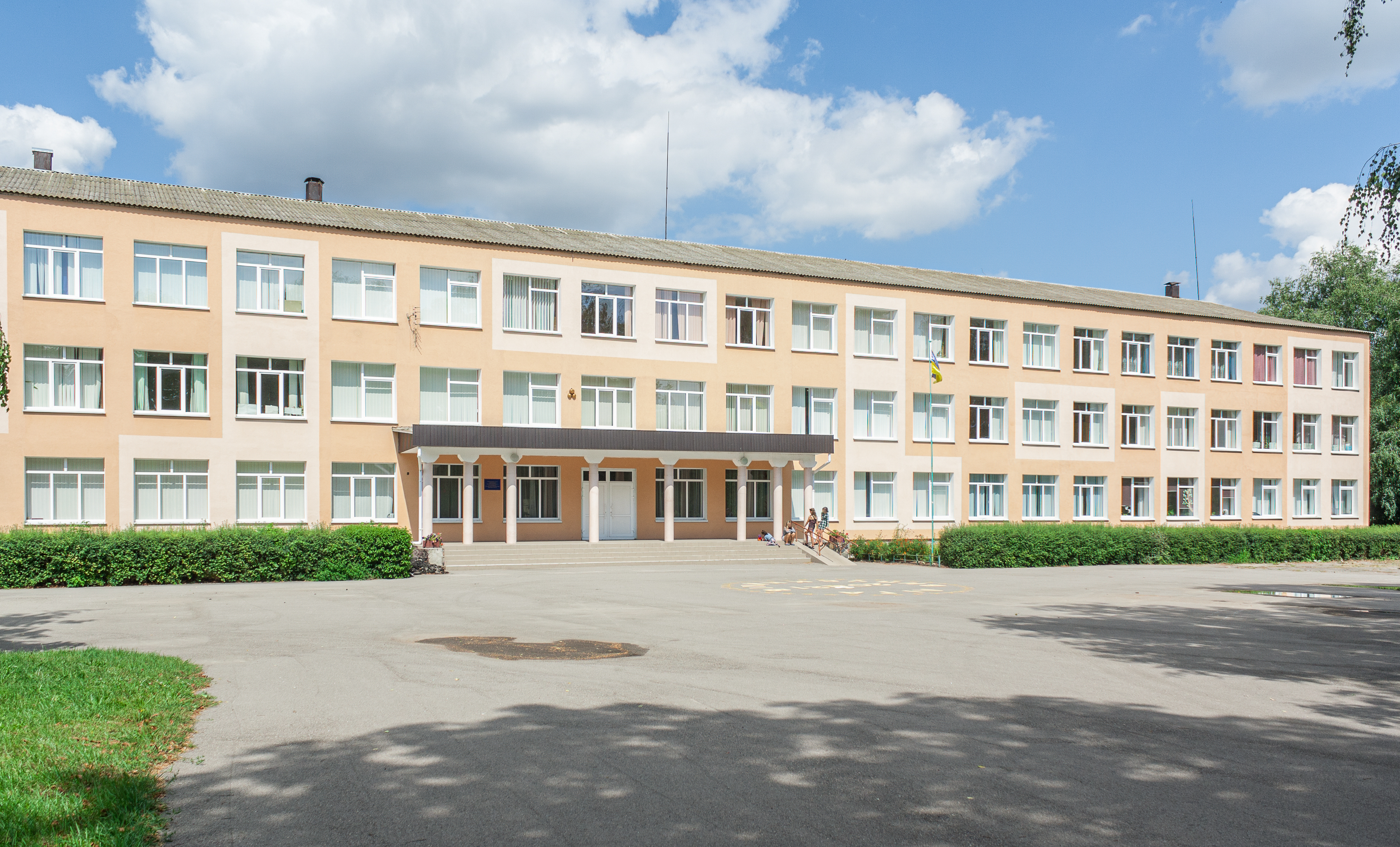
Школа №1
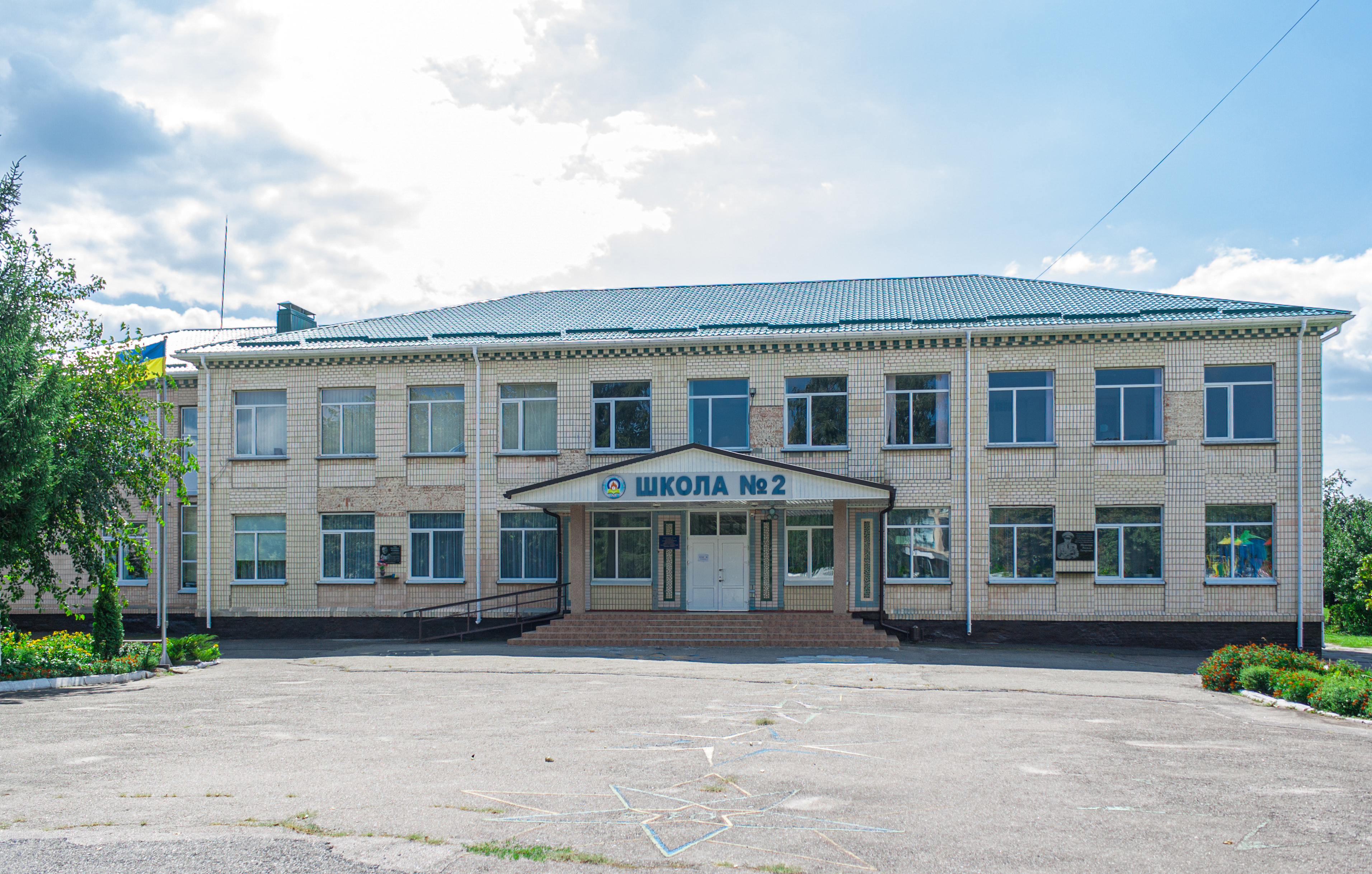
Школа №2
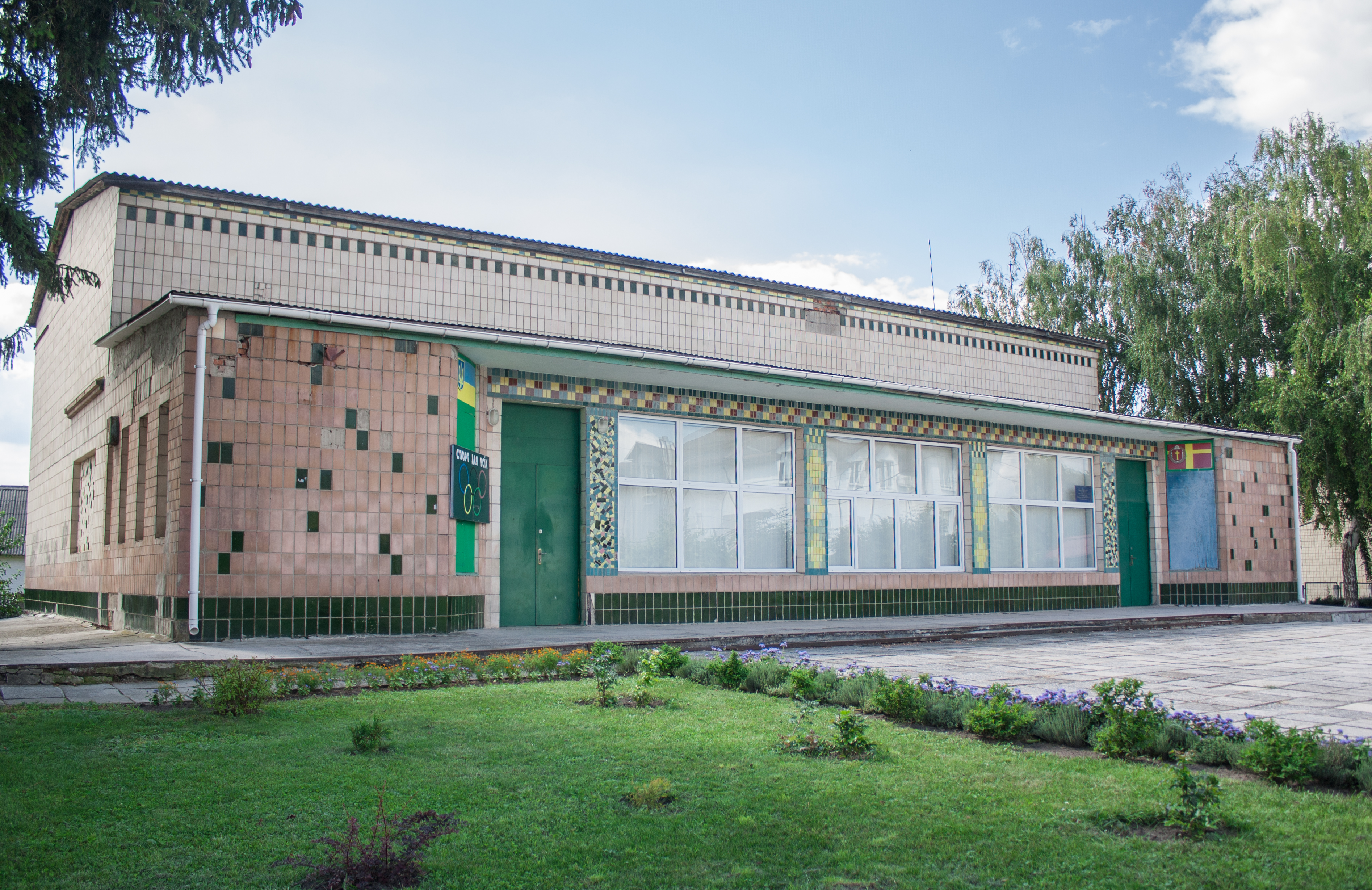
Спортшкола
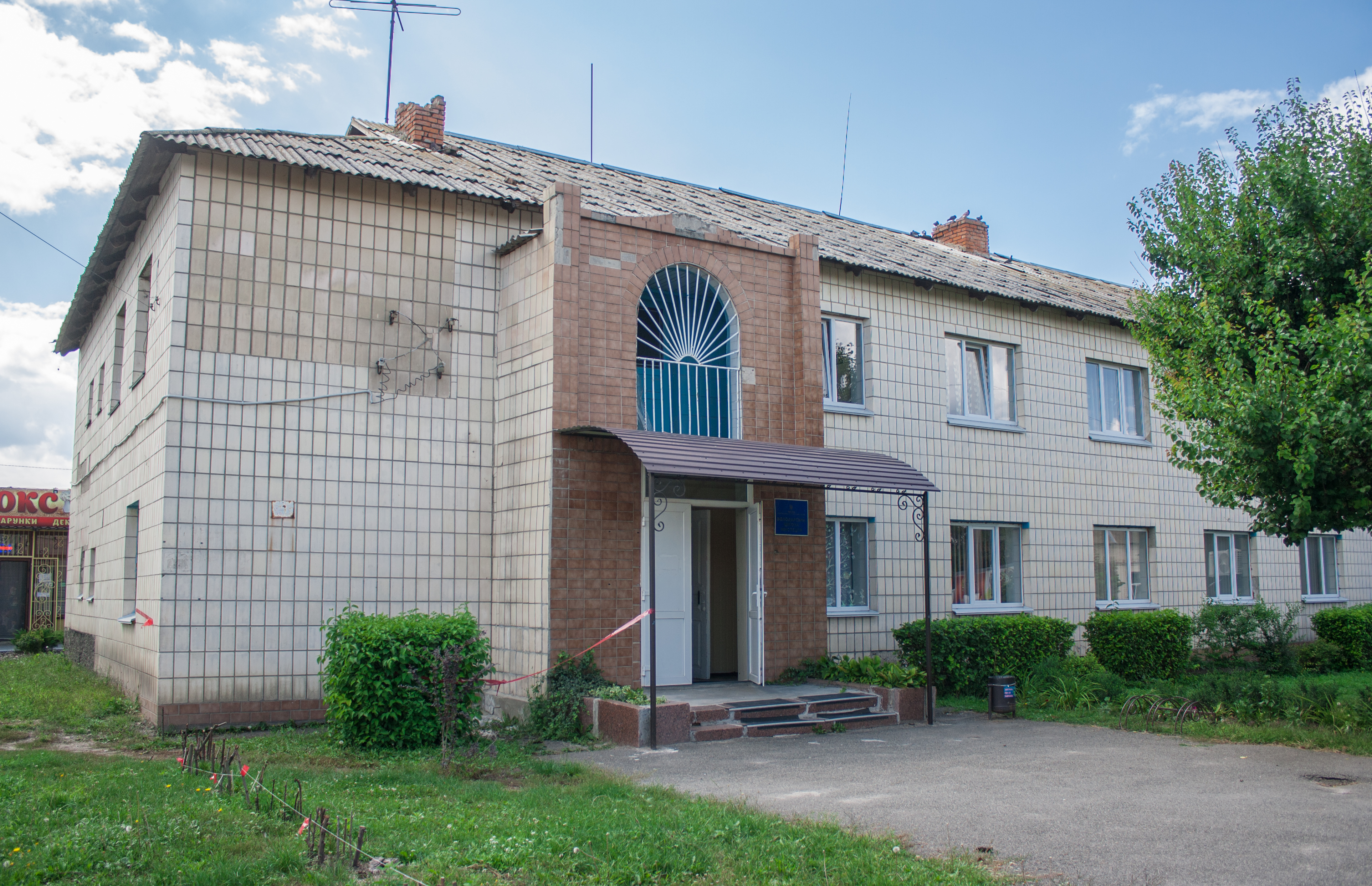
Школа мистецтв
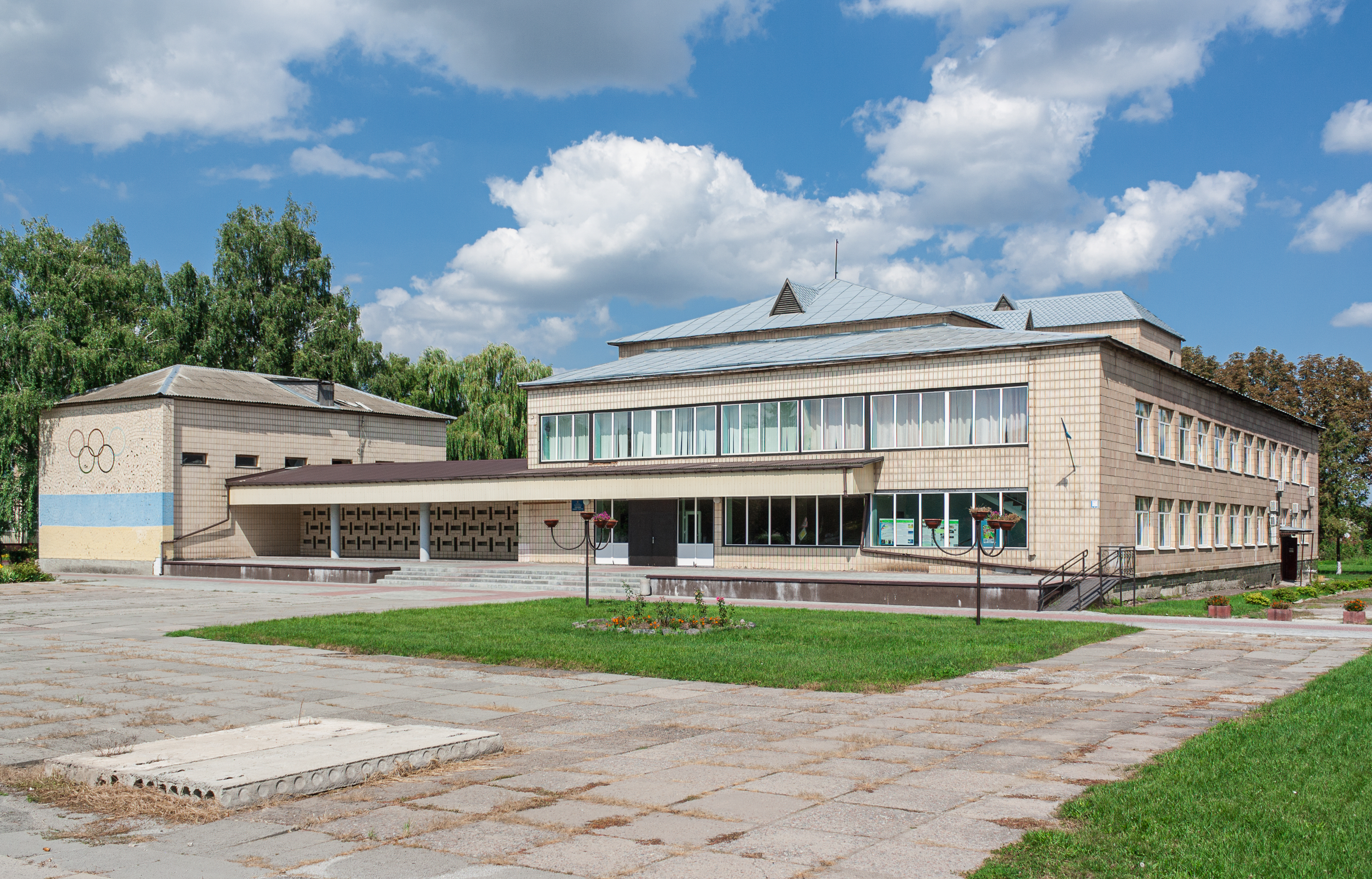
Будинок культури
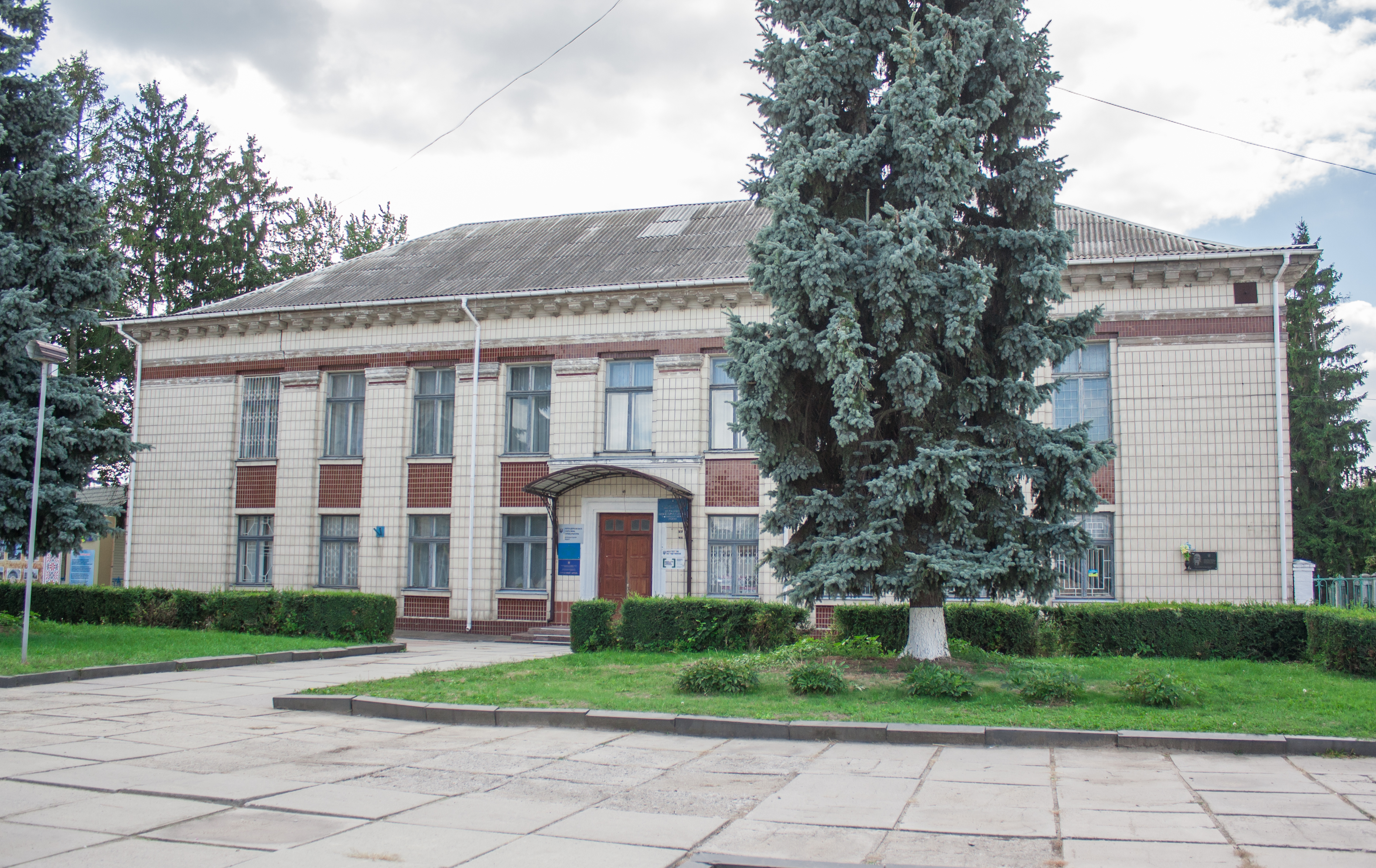
Прокуратура
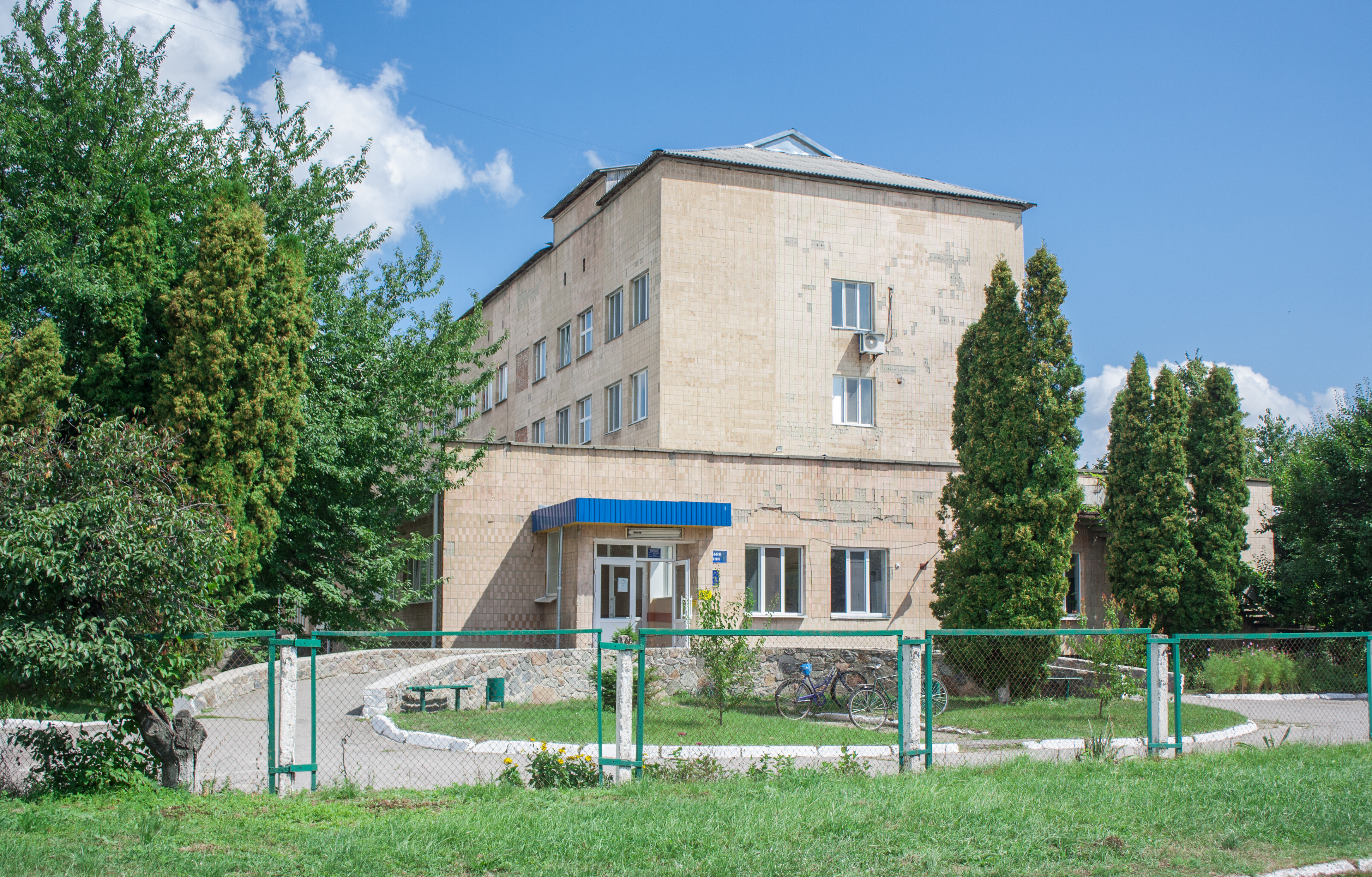
Лікарня
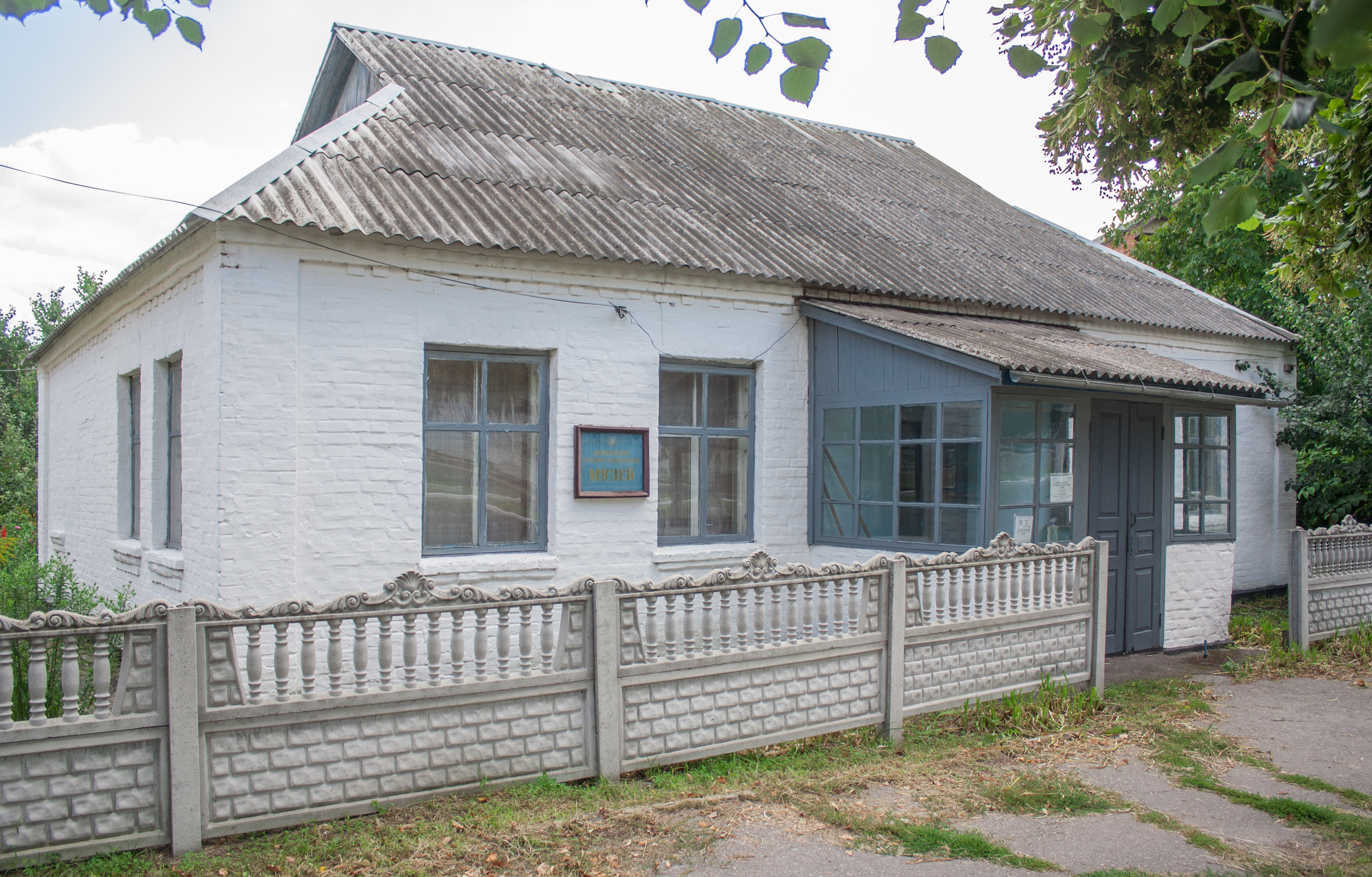
Музей
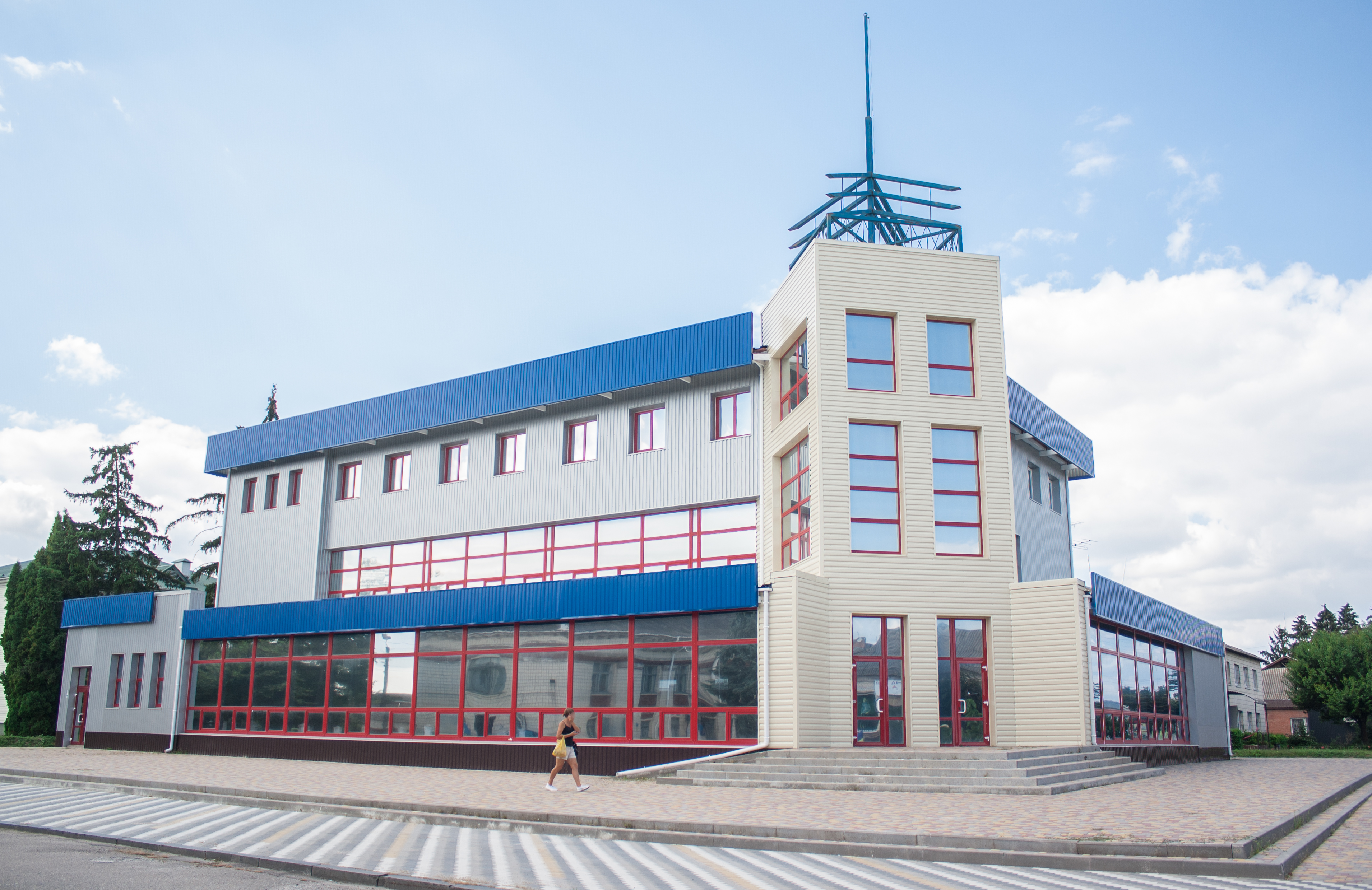
Універмаг
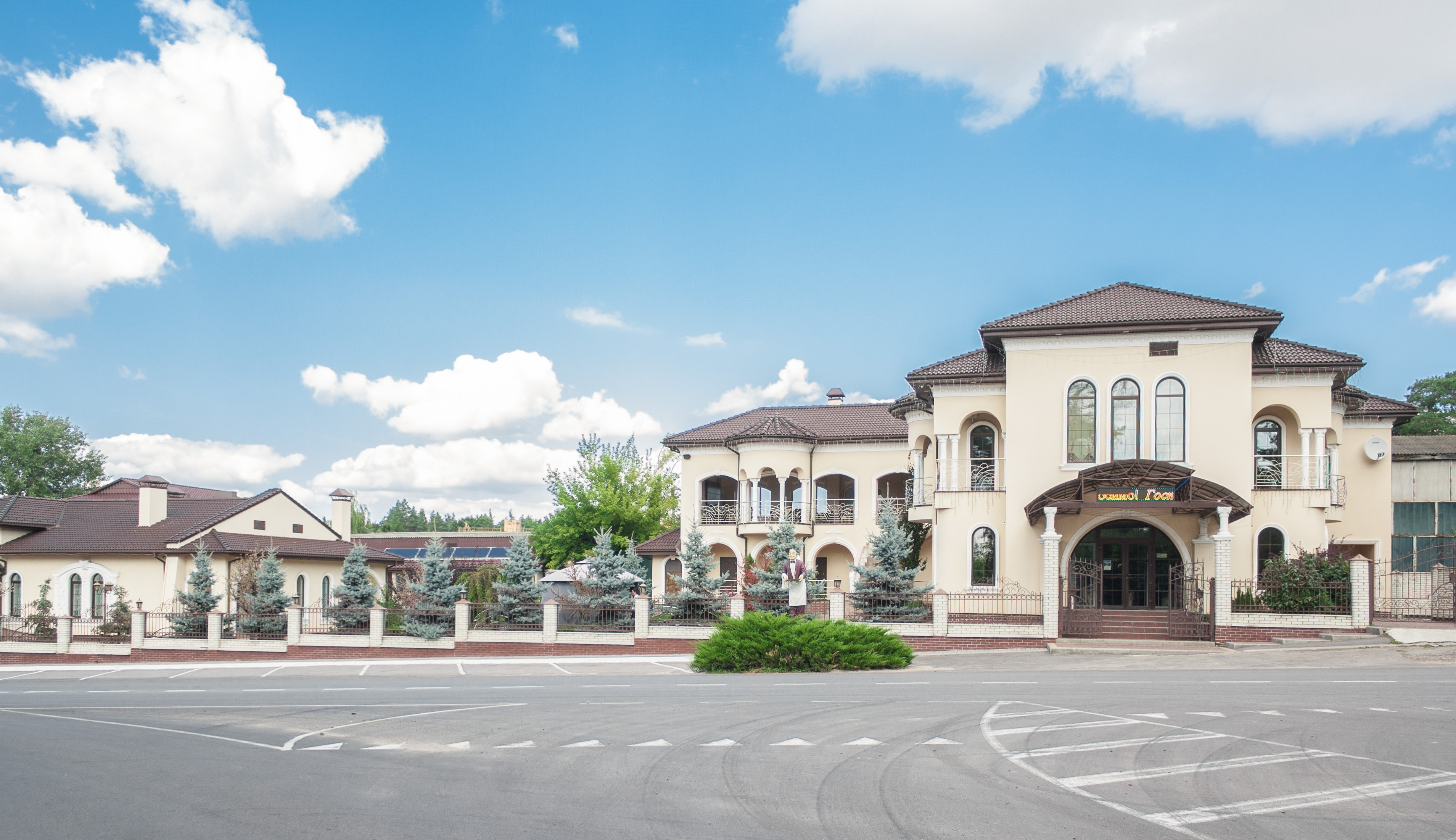
Ресторан "Тоніо"
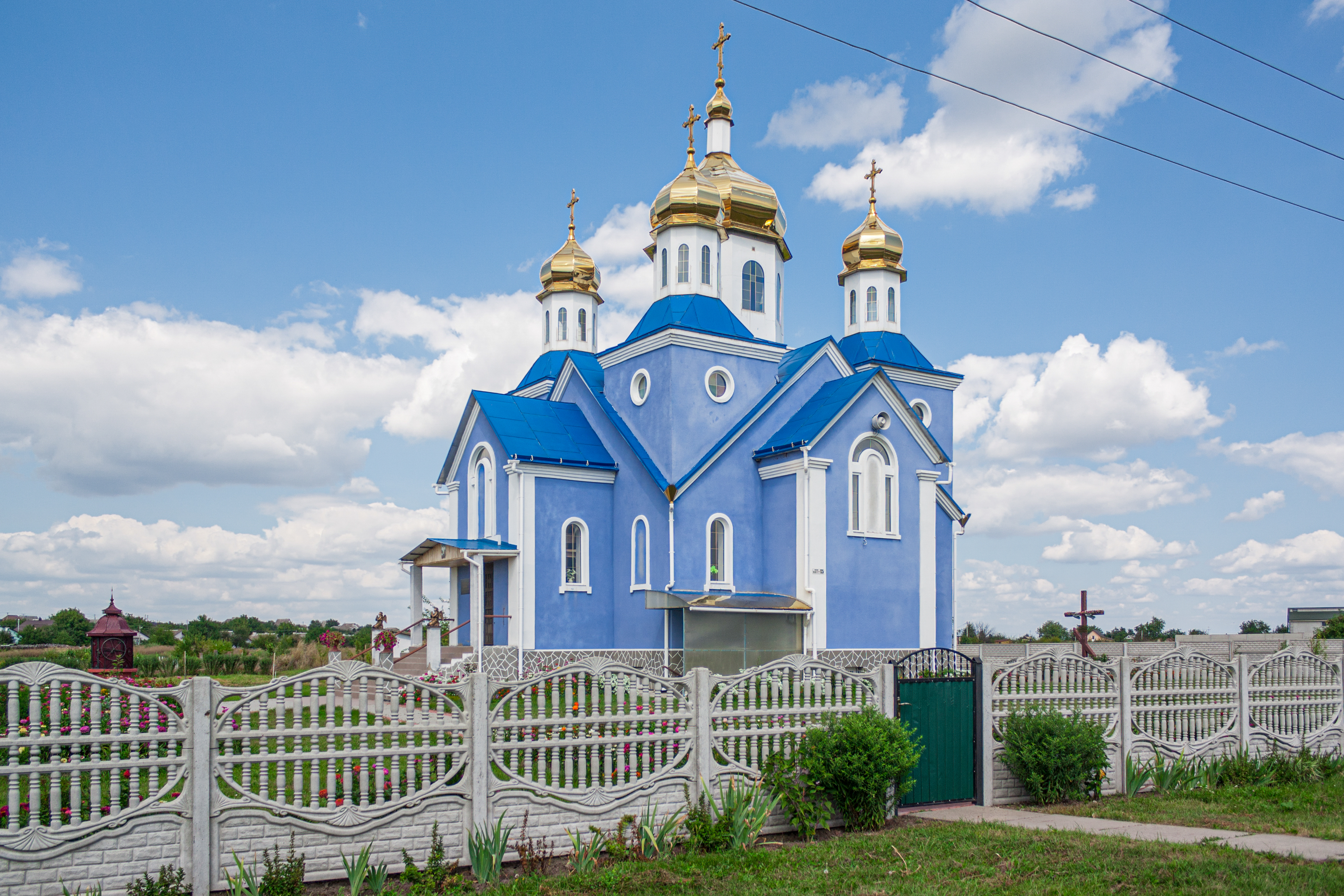
Церква
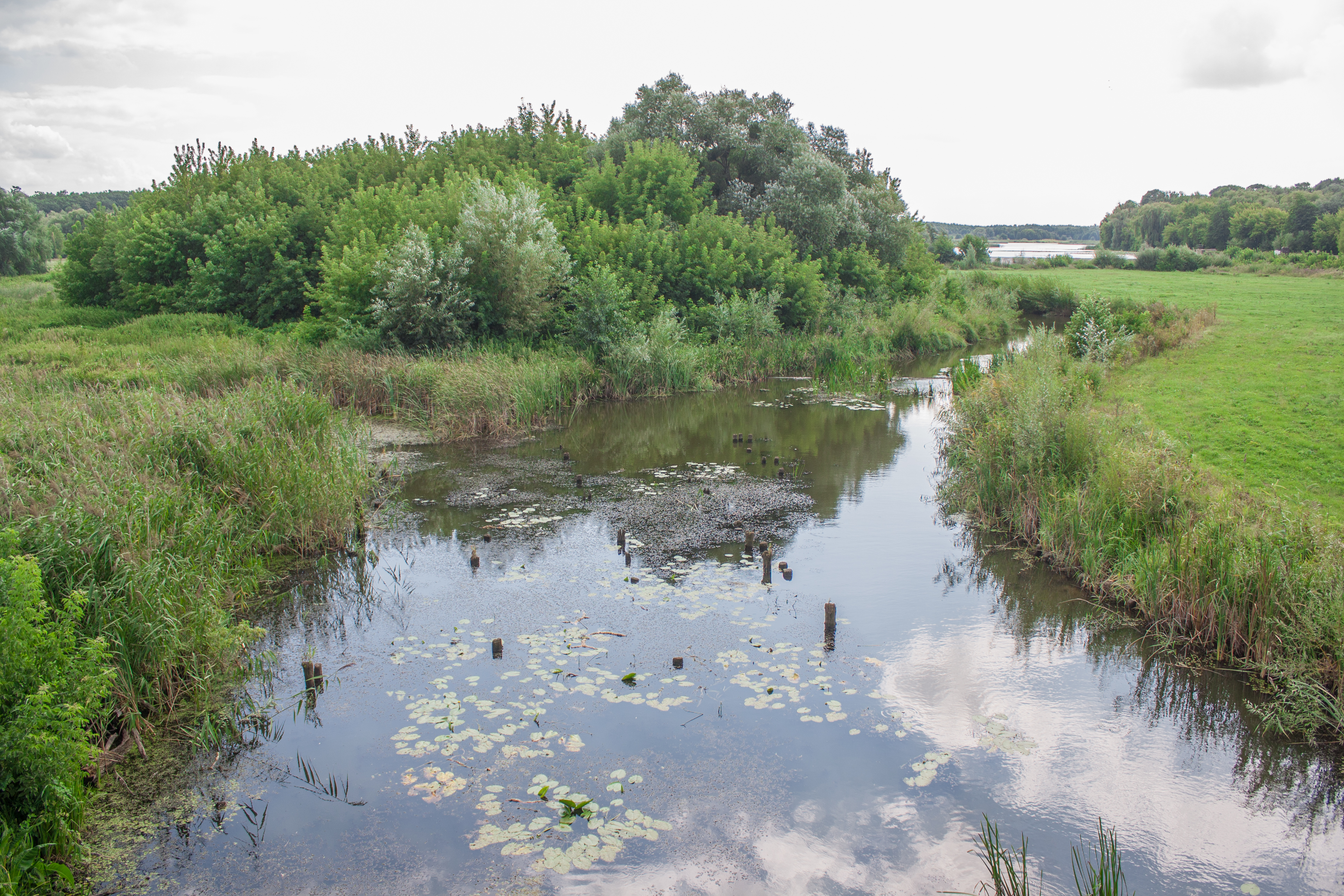
Річка Рось
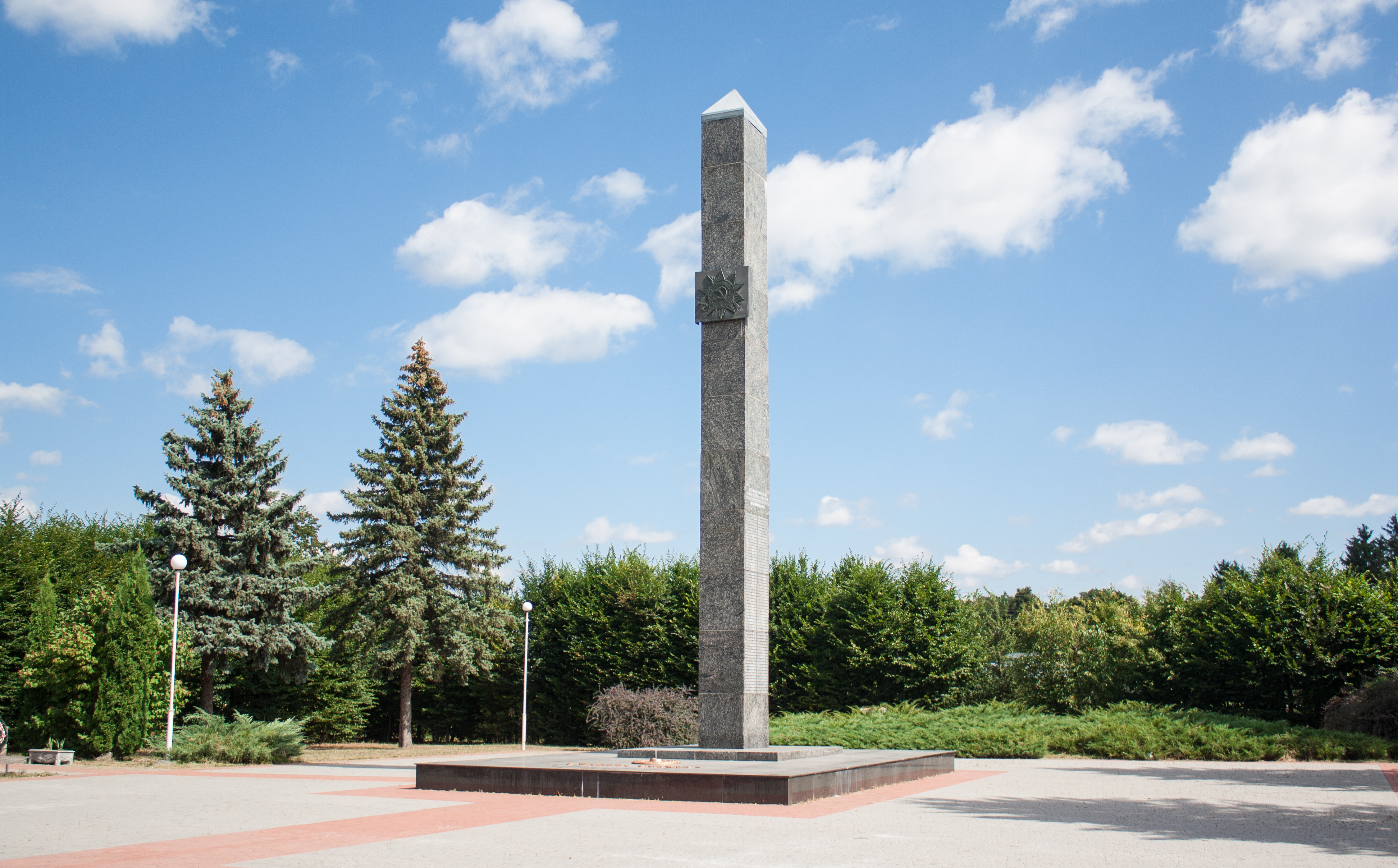
Пам'ятник Слави 135 радянським воїнам
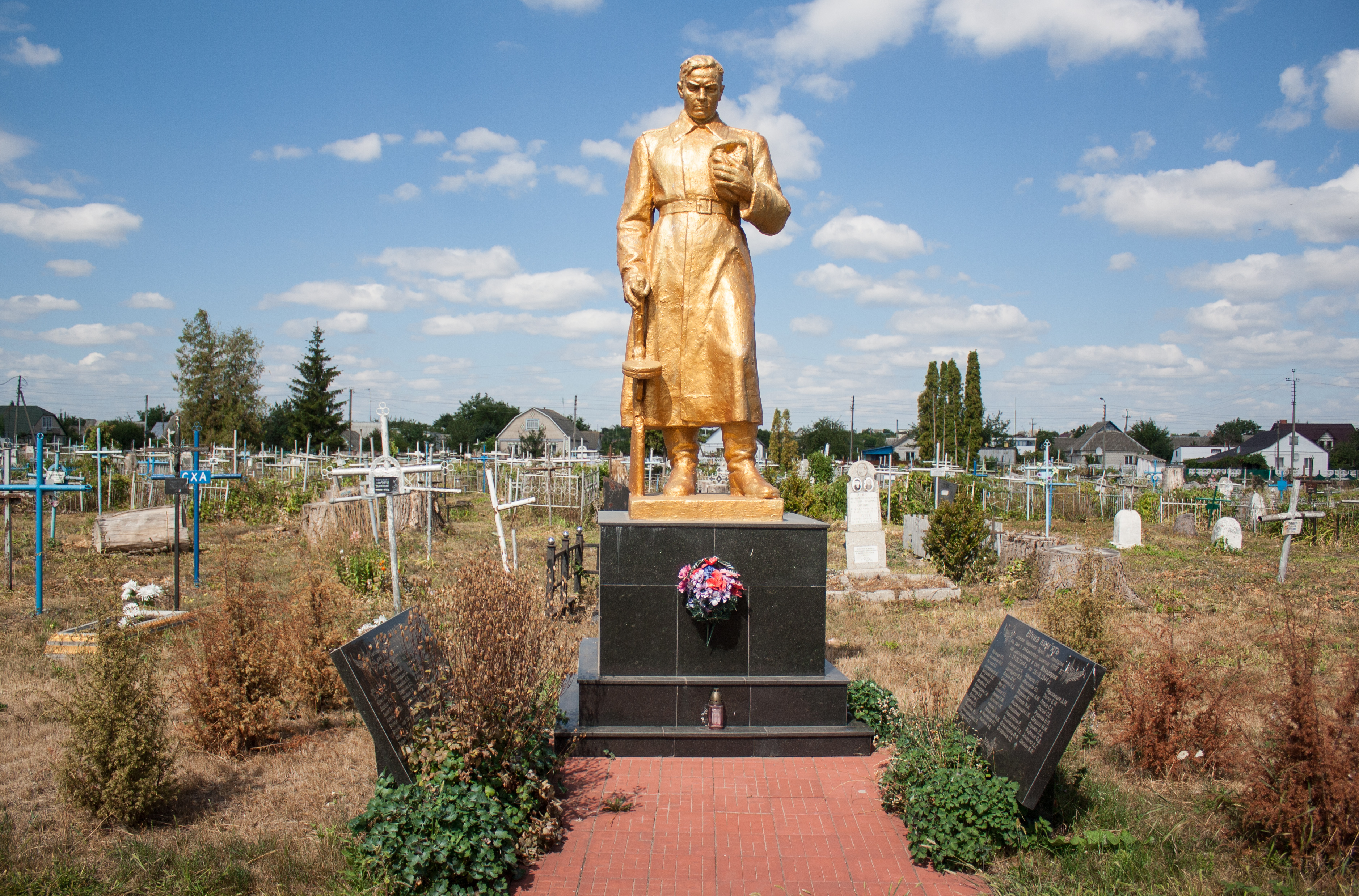
Братська могила воїнів Радянської Армії
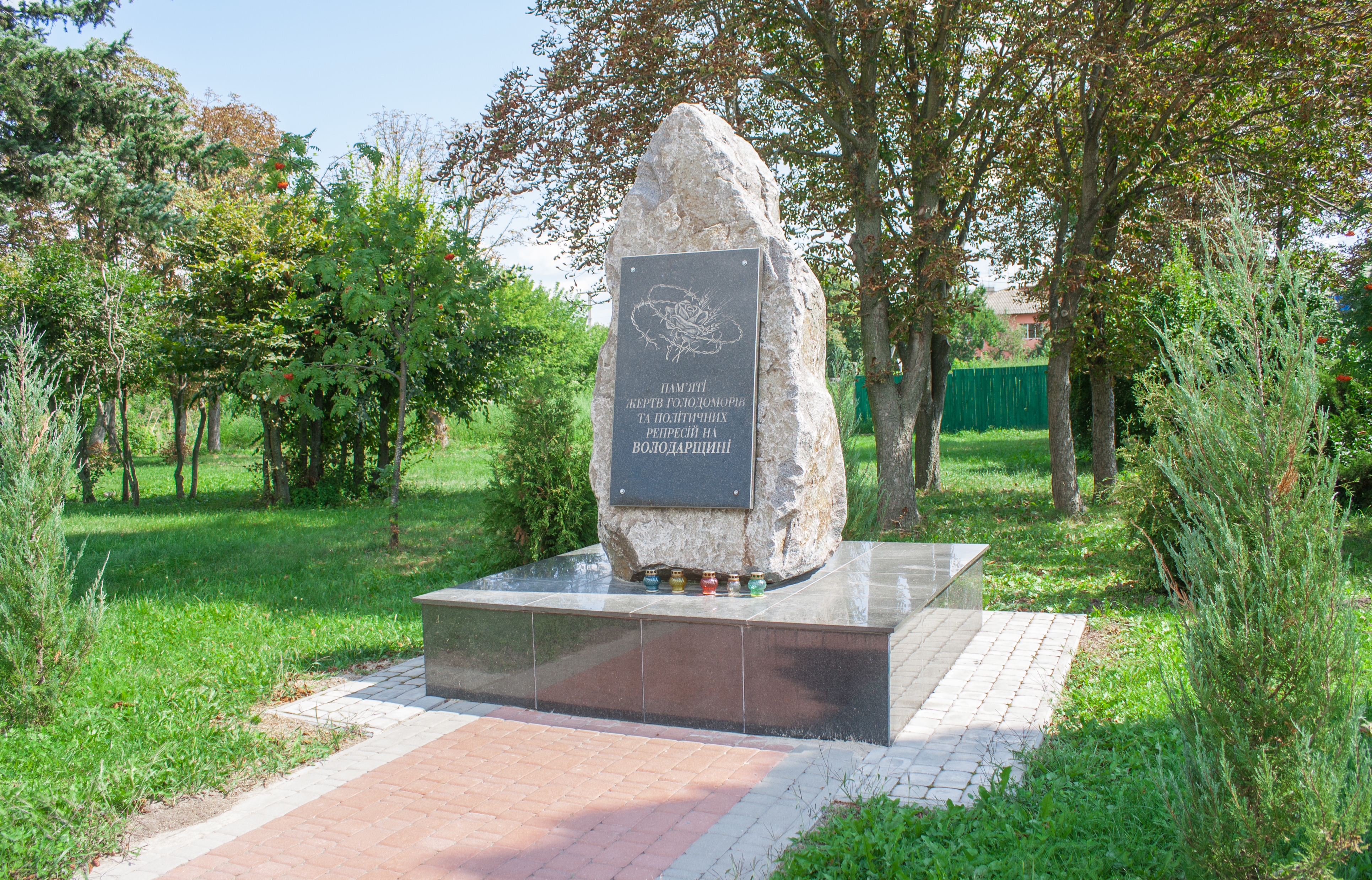
Пам'ятний знак жертвам Голодоморів та політичних репресій
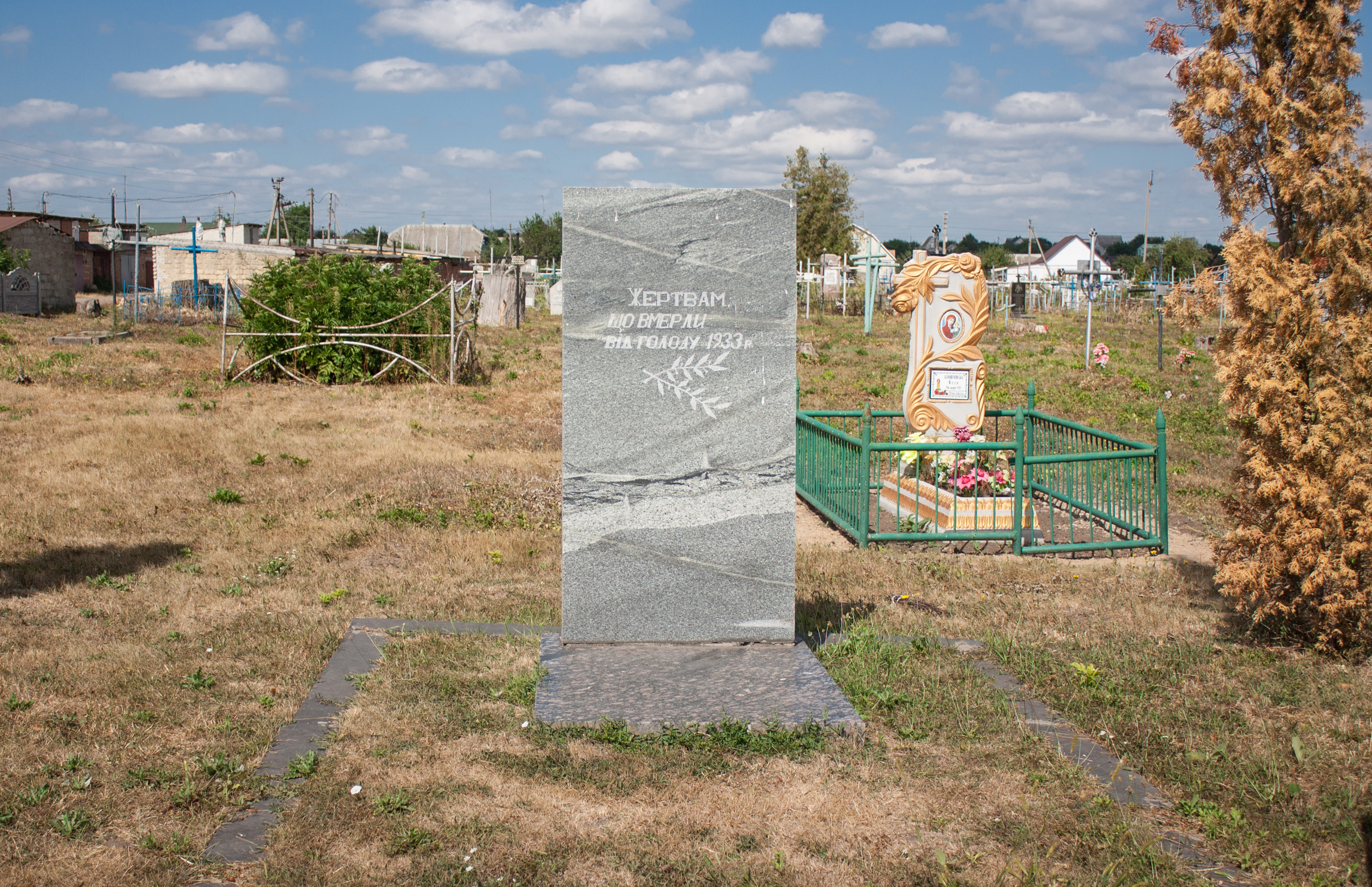
Пам'ятний знак жертвам Голодомору
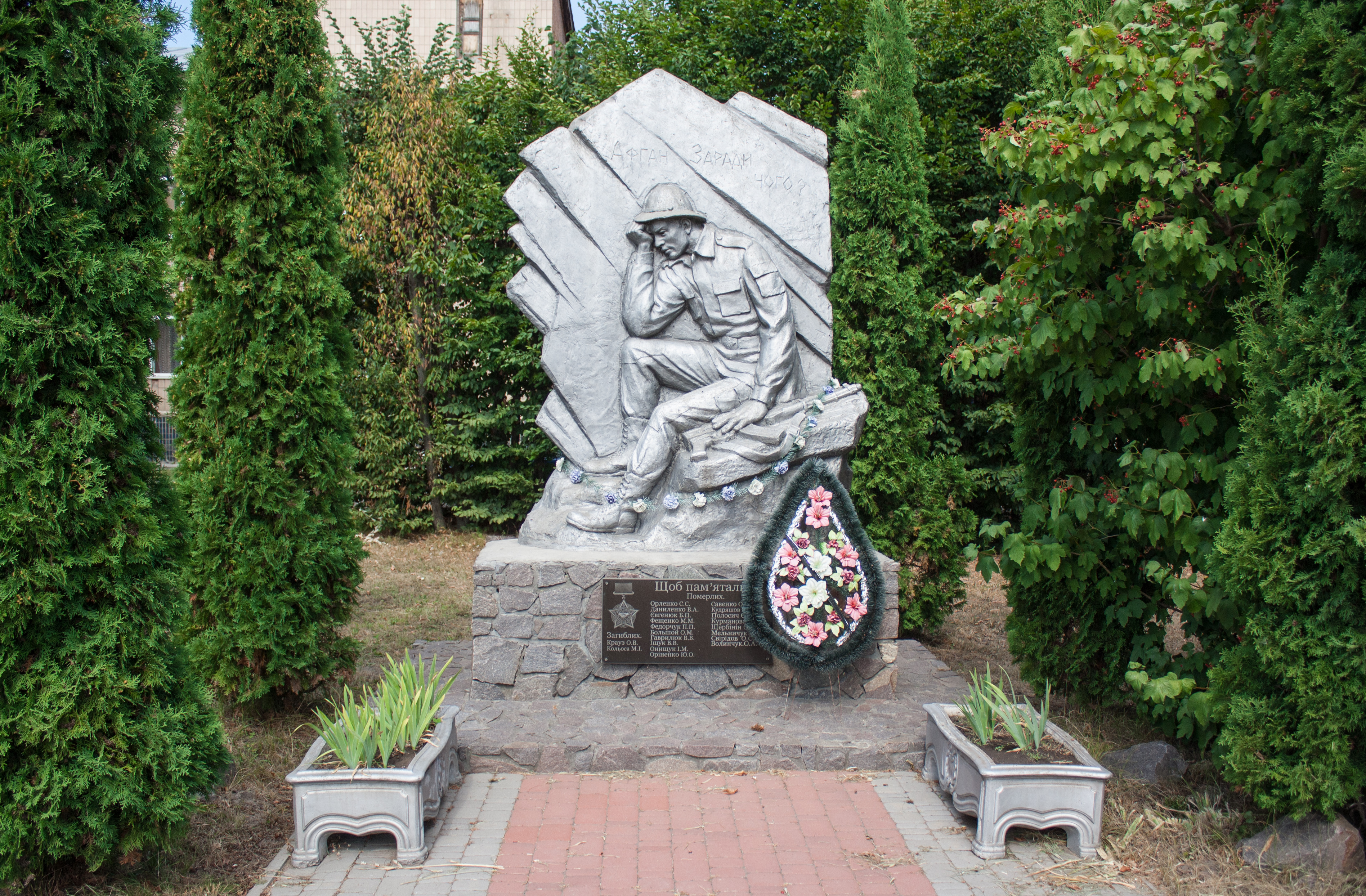
Пам'ятник воїнам-афганцям
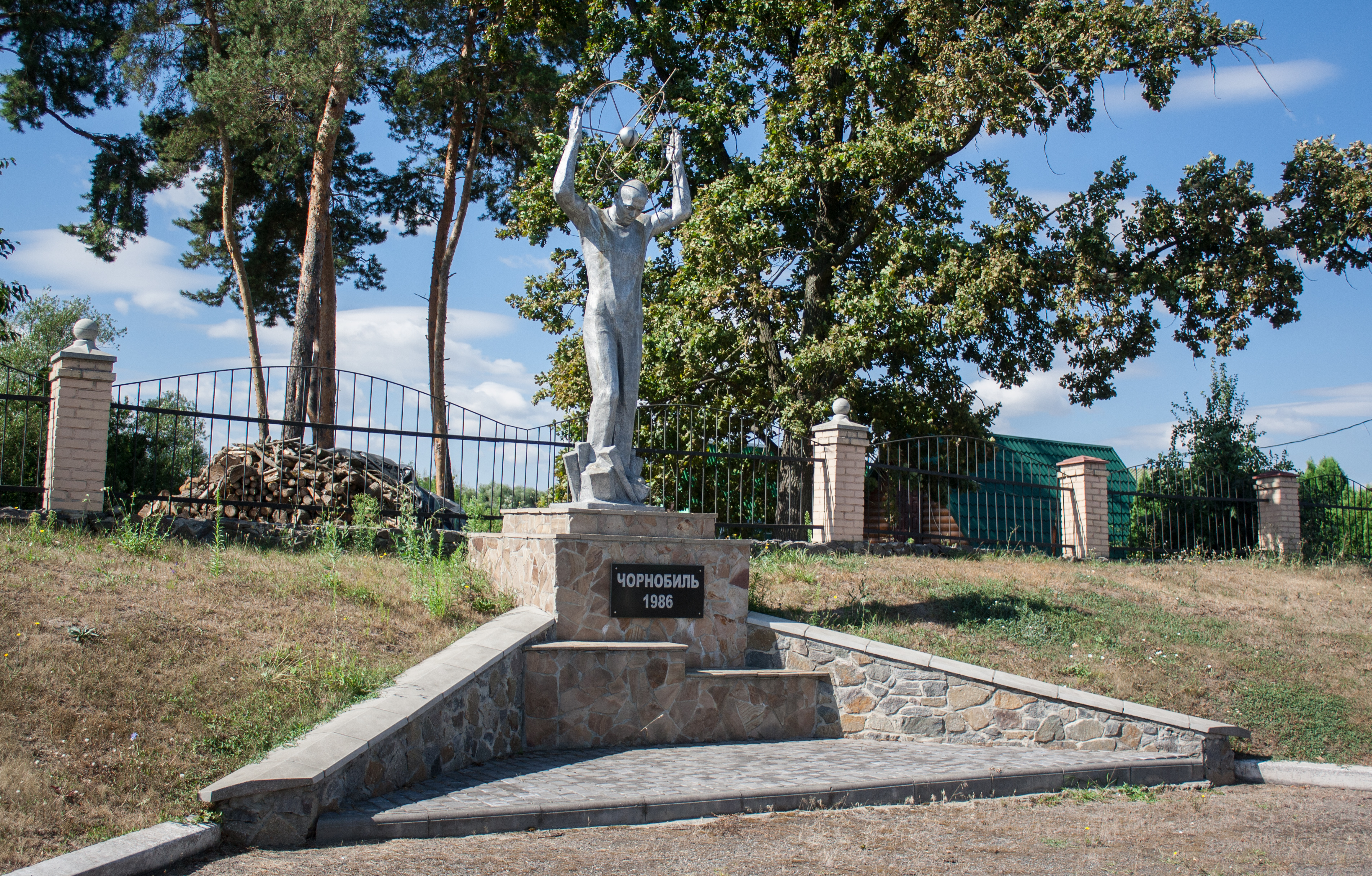
Пам'ятний знак ліквідаторам аварії на ЧАЕС
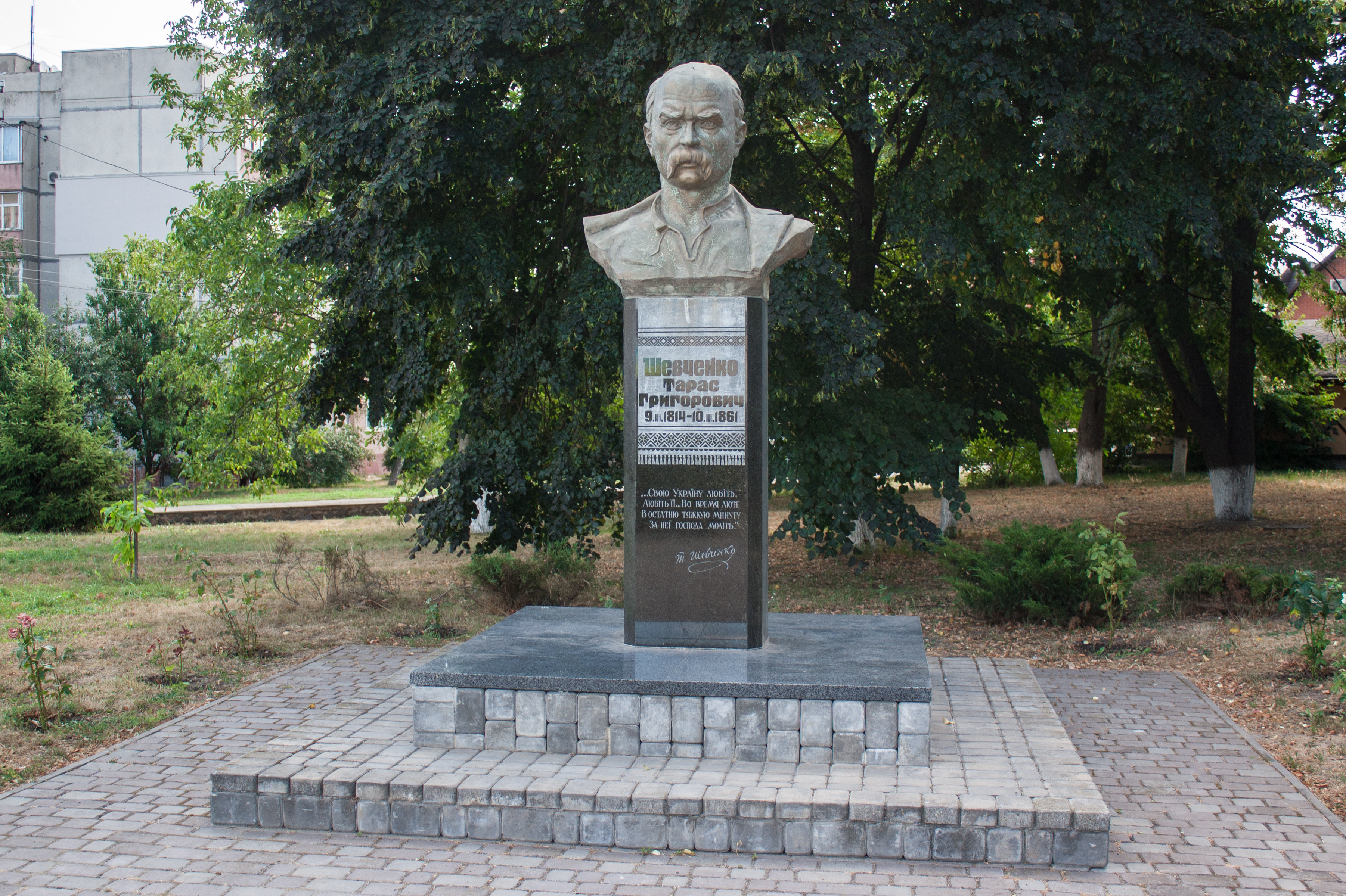
Пам'ятник Т.Г. Шевченку
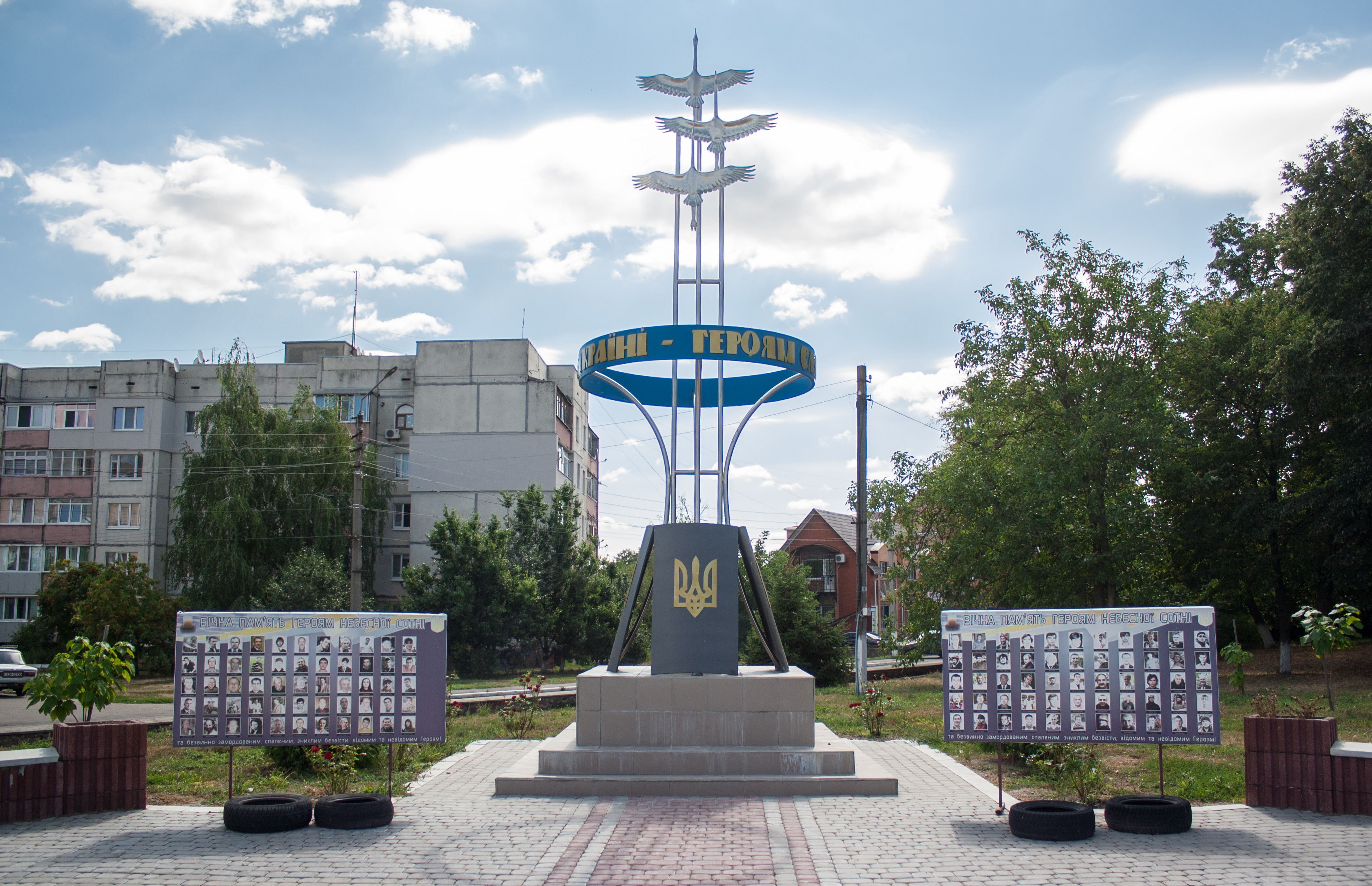
Пам'ятний знак «Небесної Сотні та Героям України»

## Населення

### Мова
Розподіл населення за рідною мовою за даними перепису 2001 року:
| Мова            | Кількість | Відсоток |
| --------------- | --------- | -------- |
| українська      | 7369      | 97.73%   |
| російська       | 163       | 2.16%    |
| білоруська      | 4         | 0.06%    |
| румунська       | 1         | 0.01%    |
| інші/не вказали | 3         | 0.04%    |
| Усього          | 7540      | 100%     |

## Культура і пам'ятки

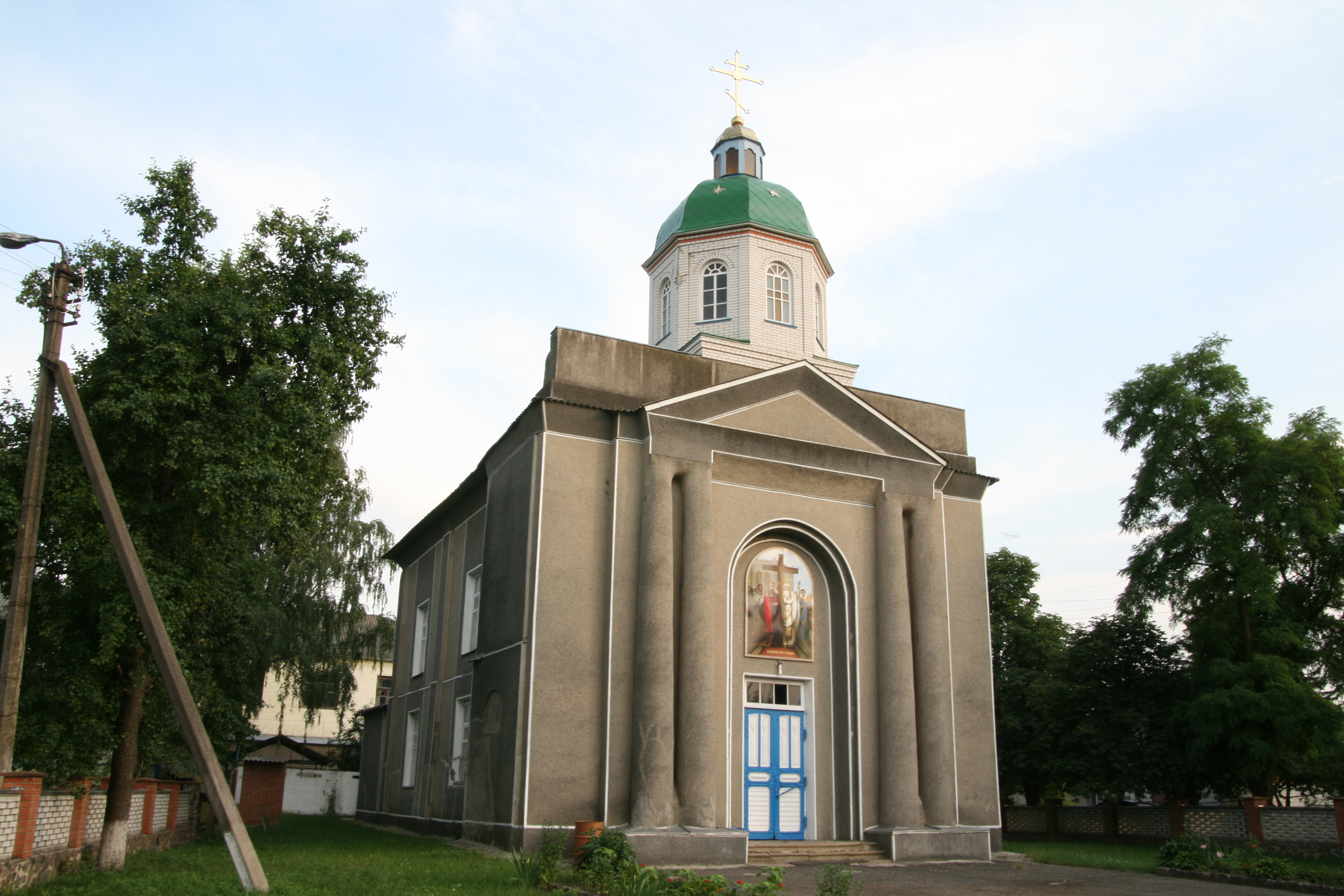
Хрестовоздвиженська церква (Костьол Св. Миколая)

Хрестовоздвиженська церква (Костьол Св. Миколая)

У Володарці діє історико-краєзнавчий музей (вул. Коцюбинського, 6) — в ньому представлено понад 1,5 тисячі експонатів, що висвітлюють історію краю: від фото та картин до історичних документів та предметів побуту.
Сучасна православна Хрестовоздвиженська церква у Володарці раніше була костьолом (зведений у 1815 році). Відтак споруда зберігає риси католицького храму, у прибудована зверху баня, притаманна для православного архітектурного стилю, має вигляд штучний. Нещодавній (2000-ні) ремонт узагалі робить культову споруду схожою на баптистські доми молитви.
29 жовтня 2016 року Святійший Патріарх Київський і всієї Руси-України Філарет у Володарці звершив чин освячення новозбудованого храму на честь Успіння Божої Матері.

## Відомі уродженці та мешканці
- Бублієнко Роман Володимирович (1993—2017) — солдат Збройних сил України, учасник російсько-української війни.
- Курганський Антон Сергійович (* 1990) — український громадський діяч, спортсмен.
- Кемпе Лавро (нар. 22 серпня 1901 — †27 січня 1981) — військовий, козак 1-ї сотні полку Чорних запорожців, актор, режисер.
- Михайлевський Антон Флоріанович (1943—2020) — письменник, поет, журналіст, воєнний кореспондент.
- Невінчана Валентина Дмитрівна (1924—1981) — українська поетеса, прозаїк.
- Купрій Віталій Іванович [16] (1974-2024) – піаніст, композитор.